# 日本重力坝列表
本條目列出登载於2008年在日本经营及建设的混凝土重力坝。

## 登载标准
本列表登载日本地区的混凝土重力坝及其亚型中空混凝土重力坝。以《河川法》及《河川管理施設等構造令》所规定的水坝为基准，坝高15.0米以上的水坝为登载对象。谷坊坝不在登载对象之内。另外，坝高在15米以下但却是建造在一級水系的干流上的水坝，也是登载的对象。

## 列表

### 混凝土重力坝

#### 北海道地方
- 网走支厅
  - 鹿之子水坝（日语：鹿ノ子ダム）（一級水系・常呂川（日语：常呂川）水系常呂川。常呂郡置戶町）
- 根室支厅
  - 牧之内水坝（日语：牧の内ダム）（普通河川・古丹消川水系古丹消川。根室市）
- 钏路支厅
  - 庶路水坝（日语：庶路ダム）（二級河川・庶路川（日语：庶路川）水系庶路川。白糠郡白糠町）
- 十胜支厅
  - 岩松水坝（日语：岩松ダム）（一級河川・十勝川水系十勝川。上川郡新得町）
  - 活込水坝（一級河川・十勝川水系美利別川。中川郡本別町）
  - 札内川水坝（日语：札内川ダム）（一級河川・十勝川水系札内川（日语：札内川）。河西郡中札內村）
  - 佐幌水坝（日语：佐幌ダム）（一級河川・十勝川水系佐幌川（日语：佐幌川）。上川郡新得町）
  - 富村水坝（一級河川・十勝川水系十勝川。上川郡新得町）
  - 西札内水坝（一級河川・十勝川水系ヌプカクショナイ川。河西郡中札内村）
  - 糠平水坝（日语：糠平ダム）（一級河川・十勝川水系音更川（日语：音更川）。河東郡 (日本)上士幌町）
  - 元小屋水坝（一級河川・十勝川水系音更川。河東郡上士幌町）
- 日高支厅
  - 岩清水水坝（日语：岩清水ダム）（二級河川・新冠川水系新冠川。新冠郡新冠町）
  - 岩知志水坝（日语：岩知志ダム）（一級河川・沙流川水系沙流川。沙流郡日高町）
  - 浦河水坝（二級河川・向別川水系向別川。浦河郡浦河町）
  - 奥沙流水坝（一級河川・沙流川水系迂圆去川。沙流郡日高町）
  - 样似水坝（二級河川・样似川水系样似川。樣似郡樣似町）
  - 静内水坝（日语：静内ダム）（二級河川・静内川（日语：静内川）水系静内川。日高郡新日高町）
  - 下新冠水坝（日语：下新冠ダム）（二級河川・新冠川水系新冠川。新冠郡新冠町）
  - 春别水坝（日语：春別ダム）（二級河川・静内川水系春別川。日高郡新日高町）
  - 二风谷水坝（日语：二風谷ダム）（一級河川・沙流川水系沙流川。沙流郡平取町）
  - 东之泽水坝（日语：東の沢ダム）（二級河川・静内川水系静内川。日高郡新日高町）
  - 平取水坝（日语：二風谷ダム#平取ダム）（一級河川・沙流川水系額平川（日语：額平川）。沙流郡平取町） ※建設中
  - 双川水坝（日语：双川ダム）（二級河川・静内川水系静内川。日高郡新日高町）
  - 幌满川第3发电站水坝（日语：幌満川第3発電所ダム）（二級河川・幌満川（日语：幌満川）水系幌満川。样似郡样似町）
  - 三石水坝（二級河川・三石川（日语：三石川）水系三石川。日高郡新日高町）
- 上川支厅
  - 愛別水坝（一級河川・石狩川水系狩布川。上川郡愛別町）
  - 岩尾内水坝（一級河川・天鹽川水系天盐川。士別市）
  - 神居水坝（一級河川・石狩川水系オイチャヌンペ川。旭川市）
  - 層雲峡水坝（一級河川・石狩川水系石狩川。上川郡上川町） ※小堰堤
  - 双珠别水坝（日语：双珠別ダム）（一級河川・鵡川（日语：鵡川）水系双珠別川。勇拂郡占冠村）
  - 古川水坝（一級河川・石狩川水系古川。上川郡上川町）
  - 真天盐水坝（一級河川・天盐川水系天盐川。士別市）
- 空知支厅
  - 旭町第一水坝（一級河川・石狩川水系阿野呂川。夕張市）
  - 旭町第二水坝（一級河川・石狩川水系阿野呂川。夕張市）
  - 芦别水坝（日语：芦別ダム）（一級河川・石狩川水系芦別川。蘆別市） ※國土交通省管理
  - 芦別水坝（一級河川・石狩川水系空知川（日语：空知川）。芦別市） ※北海道電力管理
  - 雨龙第一水坝（日语：雨竜第一ダム）（一級河川・石狩川水系雨龙川（日语：雨竜川）。雨龍郡幌加內町）
  - 雨龙第二水坝（日语：雨竜第二ダム）（一級河川・石狩川水系雨龙川。雨龙郡幌加内町）
  - 大夕张水坝（日语：大夕張ダム）（一級河川・石狩川水系夕張川（日语：夕張川）。夕張市）
  - 桂泽水坝（日语：桂沢ダム）（一級河川・石狩川水系幾春別川。三笠市）
  - 川端水坝（一級河川・石狩川水系夕張川。夕張郡栗山町）
  - 栗山水坝（日语：栗山ダム (北海道)）（一級河川・石狩川水系ポンウエンベツ川。夕張郡栗山町）
  - 清水泽水坝（一級河川・石狩川水系夕張川。夕張市）
  - 清水之泽水坝（一級河川・石狩川水系清水泽川。夕張市）
  - 新桂泽水坝（日语：桂沢ダム#新桂沢ダム）（一級河川・石狩川水系幾春別川。三笠市） ※建設中
  - 鷹泊水坝（一級河川・石狩川水系雨龙川。深川市）
  - 泷里水坝（日语：滝里ダム）（一級河川・石狩川水系空知川。芦別市）
  - 德富水坝（一級河川・石狩川水系德富川。樺戶郡新十津川町） ※建設中
  - 野花南水坝（一級河川・石狩川水系空知川。芦別市）
  - 美呗水坝（日语：美唄ダム）（一級河川・石狩川水系美唄川。美唄市）
  - 三笠奔別水坝（日语：桂沢ダム）（一級河川・石狩川水系奔別川。三笠市） ※建設中
  - 夕張真夕张水坝（日语：大夕張ダム#夕張シューパロダム）（一級河川・石狩川水系夕張川。夕張市） ※建設中
- 留萌支厅
  - 有明水坝（二級河川・茂築別川水系茂築別川。苫前郡初山別村）
  - 小平水坝（二級河川・小平蘂川水系小平蘂川。留萌郡小平町）
  - 苫前水坝（二級河川・小丹別川水系三毛別川。苫前郡苫前町）
  - 三渓水坝（二級河川・小丹別川水系三毛別川。苫前郡苫前町）
- 石狩支厅
  - 一之泽水坝（一級河川・石狩川水系豐平川。札幌市南区）
  - 定山溪水坝（日语：定山渓ダム）（一級河川・石狩川水系小樽内川（日语：小樽内川）。札幌市南区）
  - 千歳第三水坝（一級河川・石狩川水系千歳川（日语：千歳川）。千歲市）
  - 千歳第四水坝（一級河川・石狩川水系千歳川。千歳市）
  - 砥山水坝（一級河川・石狩川水系丰平川。札幌市南区）
- 后志支厅
  - 朝里水坝（日语：朝里ダム）（二級河川・朝里川水系朝里川。小樽市）
  - 常盤水坝（二級河川・余市川水系小樽川。余市郡赤井川村）
- 桧山支厅
  - 上之国水坝（二級河川・天野川（日语：天の川 (北海道)）水系目名川。檜山郡上之國町）
- 渡岛支厅
  - 相沼内水坝（二級河川・相沼内川水系相沼内川。二海郡八雲町）
  - 大野水坝（二級河川・大野川水系中二股泽川。北斗市）
  - 駒岳水坝（二級河川・鳥崎川水系鳥崎川。茅部郡森町）
  - 知内水坝（二級河川・知内川水系ミナゴヤ川。上磯郡知內町）
  - 新中野水坝（二級河川・龟田川（日语：亀田川）水系龟田川。函館市）
  - 常路川水坝（二級河川・常路川水系常路川。茅部郡鹿部町）
  - 矢別水坝（二級河川・汐泊川水系汐泊川。函館市）

#### 東北地方
- 青森縣
  - 赤石水坝（二級河川・赤石川水系笹内川。西津輕郡鰺澤町）
  - 浅虫水坝（二級河川・浅虫川水系浅虫川。青森市）
  - 浅濑石川水坝（日语：浅瀬石川ダム）（一級水系・岩木川水系浅濑石川。黑石市）
  - 一之渡水坝（一級河川・岩木川水系浅濑石川。黑石市）
  - 大和泽水坝（一級河川・岩木川水系大和泽川。弘前市） ※建設中
  - 奥户水坝（二級河川・奥户川水系奥户川。下北郡大間町） ※建設中
  - 小泊水坝（二級河川・小泊川水系小泊川。北津輕郡中泊町）
  - 川内水坝（二級河川・川内川（日语：川内川 (青森県)）水系川内川。陸奧市）
  - 駒込水坝（二級河川・堤川（日语：堤川）水系駒込川（日语：駒込川）。青森市） ※建設中
  - 清水目水坝（二級河川・野边地川水系清水目川。上北郡東北町）
  - 津刈水坝（一級河川・岩木川水系津刈川。平川市）
  - 津轻水坝（一級河川・岩木川水系岩木川。中津輕郡西目屋村） ※建設中
  - 天間水坝（一級河川・高濑川（日语：高瀬川）水系坪川。上北郡七戶町）
  - 遠部水坝（一級河川・岩木川水系平川（日语：平川 (青森県)）。平川市）
  - 夏坂水坝（一級河川・马渊川（日语：馬淵川）水系熊原川。三戶郡田子町）
  - 久吉水坝（一級河川・岩木川水系津刈川。平川市）
  - 目屋水坝（一級河川・岩木川水系岩木川。中津軽郡西目屋村）
  - 世增水坝（日语：世増ダム）（二級河川・新井田川（日语：新井田川）水系新井田川。八戶市）
- 岩手县
  - 入畑水坝（一級河川・北上川水系夏油川。和賀郡西和賀町）
  - 鶯宿水坝（一級河川・北上川水系鶯宿川。岩手郡雫石町）
  - 大泽水坝（二級河川・閉伊川（日语：閉伊川）水系大泽川。宮古市）
  - 大野水坝（二級河川・富家川水系オリバ川。九戶郡洋野町）
  - 外桝泽水坝（一級河川・北上川水系外桝泽川。岩手郡雫石町）
  - 外山水坝（一級河川・北上川水系外山川。盛岡市）
  - 泷水坝（二級河川・久慈川水系長内川。久慈市）
  - 鹰生水坝（日语：鷹生ダム）（二級河川・盛川水系鷹生川。大船渡市）
  - 田濑水坝（日语：田瀬ダム）（一級河川・北上川水系猿石川。花卷市）
  - 津付水坝（二級河川・気仙川水系大股川。氣仙郡住田町） ※建設中
  - 綱取水坝（一級河川・北上川水系中津川。盛岡市）
  - 遠野水坝（一級河川・北上川水系来内川（日语：来内川）。遠野市）
  - 遠野第二水坝（一級河川・北上川水系来内川。遠野市） ※建設中
  - 丰泽水坝（日语：豊沢ダム）（一級河川・北上川水系丰泽川。花巻市）
  - 早池峰水坝（日语：早池峰ダム）（一級河川・北上川水系稗貫川（日语：稗貫川）。花巻市）
  - 日向水坝（二級河川・甲子川水系小川川。釜石市）
  - 簗川水坝（一級河川・北上川水系簗川。盛岡市）
  - 雪谷川水坝（二級河川・新井田川水系雪谷川。九户郡輕米町）
  - 綾里川水坝（二級河川・綾里川水系綾里川。大船渡市）
  - レン泷水坝（一級河川・北上川水系南畑川。岩手郡雫石町）
- 宮城縣
  - 青下第一水坝（一級河川・名取川（日语：名取川）水系青下川。仙台市青葉区） ※国家级登録有形文化財
  - 青下第三水坝（一級河川・名取川水系青下川。仙台市青葉区） ※国の登録有形文化財
  - 青下第二水坝（一級河川・名取川水系青下川。仙台市青葉区） ※国の登録有形文化財
  - 釜房水坝（日语：釜房ダム）（一級河川・名取川水系碁石川。柴田郡川崎町）
  - 川内泽水坝（一級河川・名取川水系川内泽川。名取市） ※建設中
  - 岩堂泽水坝（一級河川・北上川水系岩堂泽川。大崎市）
  - 栗驹水坝（日语：栗駒ダム）（一級河川・北上川水系三迫川（日语：三迫川）。栗原市）
  - 惣の関水坝（二級河川・勿来川水系砂押川。宮城郡利府町）
  - 田川第二水坝（一級河川・鸣赖川（日语：鳴瀬川）水系田川。加美郡加美町） ※建設中
  - 花川水坝（一級河川・鳴濑川水系花川。加美郡色麻町）
  - 花山水坝（日语：花山ダム）（一級河川・北上川水系迫川（日语：迫川）。栗原市）
  - 南川水坝（一級河川・鳴濑川水系南川。黑川郡大和町）
  - 宮床水坝（日语：宮床ダム）（一級河川・鳴濑川水系宮床川。黑川郡大和町）
- 秋田县
  - 旭川治水水坝（日语：旭川治水ダム）（一級河川・雄物川水系旭川（日语：旭川 (秋田県)）。秋田市）
  - 板户水坝（一級河川・雄物川水系皆濑川。湯澤市）
  - 岩見水坝（一級河川・雄物川水系三内川。秋田市）
  - 大深水坝（一級河川・雄物川水系玉川（日语：玉川 (秋田県)）。仙北市）
  - 大松川水坝（一級河川・雄物川水系松川。橫手市）
  - 鹿倉水坝（一級河川・米代川（日语：米代川）水系荒川。鹿角郡小坂町）
  - 協和水坝（一級河川・雄物川水系淀川。大仙市）
  - 神代水坝（一級河川・雄物川水系玉川。仙北市）
  - 砂子泽水坝（一級河川・米代川水系砂子泽川。鹿角郡小坂町） ※建設中
  - 素波里水坝（一級河川・米代川水系粕毛川。山本郡藤里町）
  - 玉川水坝（日语：玉川ダム）（一級河川・雄物川水系玉川。仙北市）
  - 夏濑水坝（一級河川・雄物川水系玉川。仙北市）
  - 萩形水坝（一級河川・米代川水系小阿仁川。北秋田郡上小阿仁村）
  - 早口水坝（一級河川・米代川水系早口川。大館市）
  - 藤倉水坝（日语：藤倉水源地）（一級河川・雄物川水系旭川。秋田市）
  - 森吉水坝（一級河川・米代川水系小又川。北秋田市）
  - 铠畑水坝（日语：鎧畑ダム）（一級河川・雄物川水系玉川。仙北市）
- 山形县
  - 赤芝水坝（日语：赤芝ダム）（一級河川・荒川（日语：荒川 (羽越)）水系荒川。西置賜郡小国町）
  - 温海川水坝（二級河川・温海川水系温海川。鶴岡市）
  - 荒泽水坝（一級河川・赤川（日语：赤川）水系赤川。鶴岡市）
  - 月山水坝（一級河川・赤川水系梵字川。鶴岡市）
  - 上乡水坝（日语：上郷ダム）（一級河川・最上川水系最上川。西村山郡朝日町）
  - 神室水坝（一級河川・最上川水系金山川。最上郡金山町）
  - 管野水坝（日语：管野ダム）（一級河川・最上川水系置賜野川（日语：置賜野川）。長井市） ※因被水淹没而废除
  - 木川水坝（一級河川・最上川水系朝日川。西村山郡朝日町）
  - 銀山水坝（一級河川・最上川水系銀山川。尾花澤市）
  - 白水川水坝（一級河川・最上川水系白水川。東根市）
  - 新落合水坝（日语：八久和ダム）（一級河川・赤川水系赤川。鶴岡市）
  - 高坂水坝（日语：高坂ダム）（一級河川・最上川水系鮭川（日语：鮭川）。最上郡真室川町）
  - 田泽川水坝（一級河川・最上川水系田泽川。酒田市）
  - 立谷泽川第一水坝（一級河川・最上川水系立谷泽川。東田川郡庄內町）
  - 留山川水坝（一級河川・最上川水系留山川。天童市） ※建設中
  - 長井水坝（日语：長井ダム）（一級河川・最上川水系置賜野川。長井市）
  - 梵字川水坝（一級河川・赤川水系梵字川。鶴岡市）
  - 桝泽水坝（一級河川・最上川水系桝泽川。最上郡金山町）
  - 水之瀞水坝（日语：水ヶ瀞ダム）（一級河川・最上川水系寒河江川。西村山郡西川町）
  - 最上小国川水坝（日语：最上小国川ダム）（一級河川・最上川水系最上小国川。最上郡最上町） ※建設中
  - 八久和水坝（日语：八久和ダム）（一級河川・赤川水系八久和川。鶴岡市）
  - 横川水坝（日语：横川ダム (山形県)）（一級河川・荒川水系横川。西置賜郡小国町）
- 福岛县
  - 旭水坝（一級河川・阿賀野川水系阿賀野川。南會津郡南會津町）
  - 今出水坝（一級河川・阿武隈川水系今出川。石川郡石川町） ※建設中
  - 上田水坝（一級河川・阿賀野川水系只見川。大沼郡金山町）
  - 大岐水坝（一級河川・阿賀野川水系大岐川。大沼郡金山町）
  - 奥只见水坝（一級河川・阿賀野川水系只見川。南会津郡檜枝岐村）
  - 片門水坝（一級河川・阿賀野川水系只見川。河沼郡會津坂下町）
  - 金泽調整池（一級河川・阿武隈川水系上石川。郡山市）
  - 上野尻水坝（一級河川・阿賀野川水系阿賀野川。耶麻郡西會津町）
  - 木户水坝（二級河川・木户川（日语：木戸川 (福島県)）水系木户川。雙葉郡楢葉町） ※建設中
  - 小玉水坝（日语：小玉ダム）（二級河川・夏井川（日语：夏井川）水系小玉川。磐城市）
  - こまち水坝（二級河川・夏井川水系黑森川。田村郡小野町）
  - 坂下水坝（二級河川・熊川水系大川原川。双葉郡大熊町・富岡町）
  - 信夫水坝（日语：蓬莱ダム）（一級河川・阿武隈川水系阿武隈川。福島市）
  - 新乡水坝（一級河川・阿賀野川水系阿賀野川。喜多方市）
  - 新宮川水坝（一級河川・阿賀野川水系宮川。大沼郡會津美里町）
  - 高柴水坝（二級河川・鮫川水系鮫川。磐城市）
  - 高之倉水坝（二級河川・新田川（日语：新田川 (福島県)）水系水無川。南相馬市）
  - 泷水坝（一級河川・阿賀野川水系只見川。大沼郡金山町）
  - 泷川水坝（二級河川・富岡川水系富岡川。双葉郡富岡町） ※建設中
  - 岳水坝（一級河川・阿武隈川水系原濑川。二本松市）
  - 田子仓水坝（日语：田子倉ダム）（一級河川・阿賀野川水系只見川。南会津郡只見町）
  - 田島水坝（一級河川・阿賀野川水系高野川。南会津郡南会津町）
  - 東山水坝（一級河川・阿賀野川水系湯川。會津若松市）
  - 藤倉水坝（日语：藤倉ダム (福島県)）（一級河川・阿武隈川水系产之泽川。伊達郡桑折町）
  - 蓬莱水坝（日语：蓬莱ダム）（一級河川・阿武隈川水系阿武隈川。福島市）
  - 本名水坝（一級河川・阿賀野川水系只見川。大沼郡金山町）
  - 真野水坝（二級河川・真野川水系真野川。相馬郡飯館村）
  - 三春水坝（一級河川・阿武隈川水系大泷根川。田村郡三春町）
  - 宮下水坝（一級河川・阿賀野川水系只見川。大沼郡三島町）
  - 柳津水坝（一級河川・阿賀野川水系只見川。河沼郡柳津町）
  - 山乡水坝（一級河川・阿賀野川水系阿賀野川。喜多方市・耶麻郡西会津町）
  - 谷室泽水坝（二級河川・木户川水系谷室泽川。双葉郡楢葉町）
  - 横川水坝（二級河川・太田川水系太田川。南相馬市）
  - 龙生水坝（日语：龍生ダム）（一級河川・阿武隈川水系释迦堂川（日语：釈迦堂川）。岩瀨郡天榮村）

#### 関東地方
- 茨城縣
  - 饭田水坝（日语：飯田ダム）（一級水系・那珂川水系飯田川。笠間市）
  - 楮川水坝（日语：楮川ダム）（一級河川・那珂川水系楮川。水戶市）
  - 小山水坝（二級河川・大北川（日语：大北川）水系大北川。高萩市）
  - 十王水坝（二級河川・十王川水系十王川。日立市）
  - 花贯水坝（日语：花貫ダム）（二級河川・花貫川水系花貫川。高萩市）
  - 藤井川水坝（日语：藤井川ダム）（一級河川・那珂川水系藤井川。東茨城郡城町）
  - 水沼水坝（二級河川・大北川水系花園川。北茨城市）
  - 竜神水坝（一級河川・久慈川水系竜神川。常陸太田市）
- 栃木縣
  - 五十里水坝（日语：五十里ダム）（一級河川・利根川水系男鹿川。日光市）
  - 板室水坝（一級河川・那珂川水系那珂川。那須鹽原市）
  - 今市水坝（日语：今市ダム）（一級河川・利根川水系砥川。日光市）
  - 小網水坝（一級河川・利根川水系鬼怒川。日光市）
  - 庚申水坝（一級河川・利根川水系庚申川。日光市）
  - 盐原水坝（日语：塩原ダム）（一級河川・那珂川水系箒川（日语：箒川）。那須盐原市）
  - 菅又調整池（一級河川・那珂川水系坂井川支流。芳賀郡茂木町）
  - 蛇尾川水坝（日语：蛇尾川ダム）（一級河川・那珂川水系小蛇尾川。那須盐原市）
  - 中禅寺水坝（一級河川・利根川水系大谷川。日光市）
  - 土呂部水坝（一級河川・利根川水系土呂部川。日光市）
  - 西荒川水坝（一級河川・那珂川水系西荒川。鹽谷郡鹽谷町）
  - 西古屋水坝（日语：西古屋ダム）（一級河川・利根川水系白石川。盐谷郡盐谷町）
  - 东荒川水坝（日语：東荒川ダム）（一級河川・那珂川水系荒川（日语：荒川 (栃木県)）。盐谷郡盐谷町）
  - 松田川水坝（一級河川・利根川水系松田川。足利市）
  - 三河泽水坝（一級河川・利根川水系三河泽川。日光市）
  - 汤西川水坝（日语：五十里ダム）（一級河川・利根川水系湯西川。日光市） ※建設中
- 群馬縣
  - 相泽川取水水坝（一級河川・利根川水系相泽川。甘樂郡下仁田町）
  - 相俣水坝（日语：相俣ダム）（一級河川・利根川水系赤谷川。利根郡水上町）
  - 綾户水坝（一級河川・利根川水系利根川。利根郡水上町） ※小堰堤
  - 市野萱川取水水坝（一級河川・利根川水系市野萱川。甘乐郡下仁田町）
  - 上野水坝（日语：上野ダム）（一級河川・利根川水系神流川（日语：神流川 (利根川水系)）。多野郡上野村）
  - 大津水坝（一級河川・利根川水系吾妻川（日语：吾妻川）。吾妻郡長野原町）
  - 大仁田水坝（一級河川・利根川水系大仁田川。甘乐郡南牧村）
  - 鍛冶屋泽水坝（一級河川・利根川水系鍛冶屋泽川。吾妻郡東吾妻町）
  - 霧積水坝（一級河川・利根川水系霧積川。安中市）
  - 桐生川水坝（一級河川・利根川水系桐生川（日语：桐生川）。桐生市）
  - 草木水坝（日语：草木ダム）（一級河川・利根川水系渡良濑川。綠市）
  - 倉渕水坝（一級河川・利根川水系烏川（日语：烏川 (利根川水系)）。高崎市） ※建設中
  - 黑坂石水坝（一級河川・利根川水系黑坂石川。绿市）
  - 小森水坝（一級河川・利根川水系利根川。利根郡水上町）
  - 坂本水坝（日语：碓氷湖）（一級河川・利根川水系碓氷川。安中市）
  - 盐泽水坝（一級河川・利根川水系盐泽川。多野郡神流町）
  - 品木水坝（日语：品木ダム）（一級河川・利根川水系湯川。吾妻郡中之條町）
  - 四万川水坝（日语：四万川ダム）（一級河川・利根川水系四万川（日语：四万川）。吾妻郡中之条町）
  - 下久保水坝（日语：下久保ダム）（一級河川・利根川水系神流川。藤岡市）
  - 白砂川水坝（一級河川・利根川水系白砂川（日语：白砂川）。吾妻郡中之条町）
  - 神水水坝（日语：神水ダム）（一級河川・利根川水系神流川。藤岡市）
  - 須田貝水坝（日语：須田貝ダム）（一級河川・利根川水系利根川。利根郡水上町）
  - 薗原水坝（日语：薗原ダム）（一級河川・利根川水系片品川。沼田市）
  - 高津户水坝（一級河川・利根川水系渡良濑川。みどり市）
  - 道平川水坝（一級河川・利根川水系道平川。甘乐郡下仁田町）
  - 中木水坝（日语：中木ダム）（一級河川・利根川水系中木川。安中市）
  - 平出水坝（一級河川・利根川水系片品川。沼田市）
  - 藤原水坝（日语：藤原ダム）（一級河川・利根川水系利根川。利根郡水上町）
  - 真壁水坝（日语：真壁ダム）（一級河川・利根川水系河道外。澀川市）
  - 屋敷川取水水坝（一級河川・利根川水系屋敷川。甘乐郡下仁田町）
  - 八場水坝（日语：八ッ場ダム）（一級河川・利根川水系吾妻川。吾妻郡長野原町） ※建設中
- 埼玉縣
  - 浦山水坝（日语：浦山ダム）（一級河川・荒川水系浦山川。秩父市）
  - 大洞水坝（一級河川・荒川水系大洞川。秩父市）
  - 合角水坝（日语：合角ダム）（一級河川・荒川水系吉田川。秩父市）
  - 下久保水坝（一級河川・利根川水系神流川。兒玉郡神川町）
  - 新大洞水坝（一級河川・荒川水系大洞川。秩父市） ※建設中
  - 泷泽水坝（日语：滝沢ダム）（一級河川・荒川水系中津川。秩父市）
  - 玉淀水坝（日语：玉淀ダム）（一級河川・荒川水系荒川。大里郡寄居町）
  - 间濑水坝（日语：間瀬ダム）（一級河川・利根川水系間濑川。本庄市）
- 千葉縣
  - 大谷川水坝（二級河川・平久里川水系大谷川。南房總市）
  - 片仓水坝（日语：片倉ダム）（二級河川・小櫃川（日语：小櫃川）水系笹川。君津市）
  - 龟山水坝（日语：亀山ダム）（二級河川・小櫃川水系小櫃川。君津市）
  - 小向水坝（二級河川・三原川水系三原川。南房総市）
  - 作名水坝（二級河川・汐入川水系作名川。館山市）
  - 第二袋倉水坝（二級河川・二タ間川水系袋倉川。鴨川市）
  - 高泷水坝（日语：高滝ダム）（二級河川・養老川（日语：養老川）水系養老川。市原市）
  - 丰英水坝（日语：豊英ダム）（二級河川・小糸川（日语：小糸川）水系小糸川。君津市）
  - 鋸山水坝（二級河川・元名川水系元名川。安房郡鋸南町）
  - 保台水坝（二級河川・待崎川水系待崎川。鴨川市）
  - 増間水坝（二級河川・平久里川水系増間川。南房总市）
- 東京都
  - 小河内水坝（一級河川・多摩川水系多摩川。西多摩郡奧多摩町）
  - 白丸水坝（日语：白丸ダム）（一級河川・多摩川水系多摩川。西多摩郡奥多摩町）
- 神奈川縣
  - 大又泽水坝（二級河川・酒匂川水系大又泽川。足柄上郡山北町）
  - 相模水坝（日语：相模ダム）（一級河川・相模川水系相模川。相模原市）
  - 城山水坝（日语：城山ダム）（一級河川・相模川水系相模川。相模原市）
  - 道志水坝（日语：道志ダム）（一級河川・相模川水系道志川（日语：道志川）。相模原市）
  - 沼本水坝（日语：沼本ダム）（一級河川・相模川水系相模川。相模原市）
  - 宮之濑水坝（日语：宮ヶ瀬ダム）（一級河川・相模川水系中津川（日语：中津川 (相模川水系)）。相模原市・愛甲郡愛川町）
  - 宮之濑副水坝（日语：宮ヶ瀬副ダム）（一級河川・相模川水系中津川。愛甲郡愛川町）

#### 北陸地方
- 新潟县
  - 赤岩水坝（二級河川・谷根川水系谷根川。柏崎市）
  - 揚川水坝（一級水系・阿賀野川水系阿賀野川。東蒲原郡阿賀町）
  - 破間川水坝（日语：破間川ダム）（一級河川・信濃川水系破間川（日语：破間川）。魚沼市）
  - 飯丰川第一水坝（二級河川・加治川（日语：加治川）水系加治川。新發田市）
  - 岩船水坝（日语：岩船ダム）（一級河川・荒川（日语：荒川 (羽越)）水系荒川。岩船郡關川村）
  - 後谷水坝（二級河川・桑谷川水系綱子川。上越市）
  - 大石水坝（日语：大石ダム）（一級河川・荒川水系大石川。岩船郡関川村）
  - 大野川水坝（二級河川・国府川（日语：国府川）水系大野川。佐渡市）
  - 奥胎内水坝（日语：胎内川ダム）（二級河川・胎内川（日语：胎内川）水系胎内川。胎內市） ※建設中
  - 奥只见水坝（一級河川・阿賀野川水系只見川。魚沼市）
  - 笠堀水坝（日语：笠堀ダム）（一級河川・信濃川水系笠堀川。三條市）
  - 加治川水坝（二級河川・加治川水系加治川。新発田市）
  - 加治川治水水坝（二級河川・加治川水系加治川。新発田市）
  - 鹿濑水坝（日语：鹿瀬ダム）（一級河川・阿賀野川水系阿賀野川。東蒲原郡阿賀町）
  - 刈谷田川水坝（一級河川・信浓川水系刈谷田川。長岡市）
  - 儀明川水坝（一級河川・関川（日语：関川）水系儀明川。上越市） ※建設中
  - 久知川水坝（二級河川・久知川水系久知川。佐渡市）
  - 黑又水坝（日语：黒又ダム）（一級河川・信濃川水系黑又川。魚沼市）
  - 黑又川第一水坝（日语：黒又川第一ダム）（一級河川・信浓川水系黑又川。魚沼市）
  - 下条川水坝（一級河川・信浓川水系下条川。加茂市）
  - 穴藤水坝（日语：高野山ダム）（一級河川・信濃川水系中津川。中魚沼郡津南町）
  - 鯖石川水坝（二級河川・鯖石川水系鯖石川。柏崎市）
  - 猿田水坝（二級河川・三面川水系猿田川。村上市）
  - 正善寺水坝（日语：正善寺ダム）（一級河川・関川水系正善寺川。上越市）
  - 城川水坝（一級河川・信濃川水系城川。十日町市）
  - 新小荒水坝（一級河川・阿賀野川水系实川。東蒲原郡阿賀町）
  - 新保川水坝（二級河川・国府川水系新保川。佐渡市）
  - 新穂第二水坝（二級河川・国府川水系新穂川。佐渡市）
  - 胎内川水坝（日语：胎内川ダム）（二級河川・胎内川水系胎内川。胎内市）
  - 胎内第一水坝（日语：胎内第一ダム）（二級河川・胎内川水系胎内川。胎内市）
  - 胎内第二水坝（日语：胎内第一ダム）（二級河川・胎内川水系胎内川。胎内市）
  - 鹰之巢水坝（日语：新鷹の巣ダム）（一級河川・荒川水系荒川。岩船郡関川村）
  - 谷根水坝（二級河川・谷根川水系谷根川。柏崎市）
  - 道遊水坝（二級河川・濁川水系右沢川。佐渡市）
  - 常浪川水坝（一級河川・阿賀野川水系常浪川。東蒲原郡阿賀町） ※建設中
  - 栃原水坝（二級河川・鯖石川水系境川。柏崎市） ※建設中
  - 飛山水坝（二級河川・能生川水系能生川。糸魚川市）
  - 丰实水坝（一級河川・阿賀野川水系阿賀野川。東蒲原郡阿賀町）
  - 早出川水坝（一級河川・阿賀野川水系早出川。五泉市）
  - 广神水坝（一級河川・信浓川水系和田川。魚沼市） ※建設中
  - 三面水坝（二級河川・三面川水系三面川。村上市）
  - 宮中水坝（日语：宮中ダム）（一級河川・信浓川水系信浓川。十日町市）
  - 藪神水坝（一級河川・信浓川水系破間川。魚沼市）
- 富山縣
  - 赤尾水坝（日语：赤尾ダム）（一級河川・庄川（日语：庄川）水系庄川。南砺市）
  - 朝日小川水坝（日语：朝日小川ダム）（二級河川・小川（日语：小川 (富山県)）水系小川。下新川郡朝日町）
  - 有峰水坝（日语：有峰ダム）（一級河川・常願寺川水系和田川（日语：和田川 (常願寺川水系)）。富山市）
  - 庵谷水坝（一級河川・神通川水系井田川（日语：井田川）。富山市）
  - 岩井谷水坝（一級河川・常願寺川水系常願寺川。富山市）
  - 宇奈月水坝（日语：宇奈月ダム）（一級河川・黑部川水系黑部川。黑部市）
  - 小口川水坝（日语：小口川ダム）（一級河川・常願寺川水系小口川。富山市）
  - 小原水坝（日语：小原ダム (富山県)）（一級河川・庄川水系庄川。南砺市）
  - 小俣水坝（日语：小俣ダム）（一級河川・常願寺川水系小口川。富山市）
  - 上市川水坝（二級河川・上市川水系上市川。中新川郡上市町）
  - 北又水坝（日语：朝日小川ダム）（一級河川・黑部川水系黑薙川。下新川郡朝日町）
  - 久婦須川水坝（一級河川・神通川水系久婦須川。富山市）
  - 久婦須第二水坝（一級河川・神通川水系久婦須川。富山市）
  - 熊野川水坝（日语：熊野川ダム）（一級河川・神通川水系熊野川（日语：熊野川 (富山県)）。富山市）
  - 小牧水坝（日语：小牧ダム）（一級河川・庄川水系庄川。砺波市） ※国の登録有形文化財
  - 小屋平水坝（日语：小屋平ダム）（一級河川・黑部川水系黑部川。黑部市）
  - 境川水坝（日语：境川ダム）（一級河川・庄川水系境川。南砺市）
  - 庄川合口水坝（日语：庄川合口ダム）（一級河川・庄川水系庄川。砺波市）
  - 城端水坝（一級河川・小矢部川（日语：小矢部川）水系山田川。南砺市）
  - 神一水坝（日语：神一ダム）（一級河川・神通川水系神通川。富山市）
  - 神三水坝（日语：神三ダム）（一級河川・神通川水系神通川。富山市）
  - 新中地山水坝（日语：新中地山ダム）（一級河川・常願寺川水系和田川。富山市）
  - 神二水坝（日语：神二ダム）（一級河川・神通川水系神通川。富山市）
  - 祐延水坝（日语：祐延ダム）（一級河川・常願寺川水系小口川。富山市）
  - 千束水坝（一級河川・庄川水系利賀川。南砺市）
  - 仙人谷水坝（日语：仙人谷ダム）（一級河川・黑部川水系黑部川。黑部市）
  - 祖山水坝（一級河川・庄川水系庄川。南砺市）
  - 出平水坝（日语：出し平ダム）（一級河川・黑部川水系黑部川。黑部市）
  - 利賀水坝（一級河川・庄川水系利賀川。南砺市） ※關西電力管理
  - 利賀水坝（一級河川・庄川水系利賀川。南砺市） ※國土交通省施工。建設中
  - 利賀川水坝（一級河川・庄川水系利賀川。南砺市）
  - 成出水坝（日语：成出ダム）（一級河川・庄川水系庄川。南砺市）
  - 中山水坝（一級河川・神通川水系井田川。富山市）
  - 太美水坝（一級河川・小矢部川水系小矢部川。南砺市）
  - 舟川水坝（二級河川・小川水系舟川。下新川郡入善町） ※建設中
  - 百濑水坝（一級河川・神通川水系百濑川。南砺市）
  - 八尾水坝（一級河川・神通川水系井田川。富山市）
  - 和田川水坝（日语：和田川ダム）（一級河川・庄川水系和田川（日语：和田川 (庄川水系)）。砺波市）
- 石川縣
  - 赤濑水坝（一級河川・梯川水系梯川。小松市）
  - 内川水坝（日语：内川ダム）（二級河川・犀川（日语：犀川 (石川県)）水系内川。金澤市）
  - 尾口第一水坝（日语：尾口第一ダム）（一級河川・手取川水系尾添川（日语：尾添川）。白山市 (日本)）
  - 上寺津水坝（二級河川・犀川水系犀川。金泽市）
  - 北河内水坝（日语：北河内ダム）（二級河川・町野川（日语：町野川）水系河内川。鳳珠郡能登町） ※建設中
  - 九谷水坝（日语：九谷ダム）（二級河川・大聖寺川（日语：大聖寺川）水系大聖寺川。加賀市）
  - 犀川水坝（日语：犀川ダム）（二級河川・犀川水系犀川。金泽市）
  - 新内川水坝（二級河川・犀川水系内川。金泽市）
  - 大日川水坝（日语：大日川ダム (石川県)）（一級河川・手取川水系大日川。白山市）
  - 辰巳水坝（日语：辰巳ダム）（二級河川・犀川水系犀川。金沢市） ※建設中
  - 中宮水坝（日语：中宮ダム）（一級河川・手取川水系雄谷川。白山市）
  - 手取川第三水坝（日语：手取川第二ダム）（一級河川・手取川水系直海谷川。白山市）
  - 手取川第水坝（日语：手取川第二ダム）（一級河川・手取川水系手取川。白山市）
  - 水坝（日语：八ヶ川ダム）（二級河川・八川水系八川。輪島市）
  - 吉野谷水坝（日语：吉野谷ダム）（一級河川・手取川水系尾添川。白山市）
  - 我谷水坝（日语：我谷ダム）（二級河川・大聖寺川水系大聖寺川。加賀市）
- 福井縣
  - 足羽川水坝（日语：足羽川ダム）（一級河川・九头龙川水系部子川。今立郡池田町） ※建設中
  - 足羽川頭首工堰（日语：足羽川頭首工堰）（一級河川・九头龙川水系足羽川（日语：足羽川）。福井市）
  - 永平寺水坝（日语：永平寺ダム）（一級河川・九头龙川水系永平寺川（日语：永平寺川）。吉田郡永平寺町）
  - 大津呂水坝（二級河川・佐分利川（日语：佐分利川）水系大津呂川。大飯郡大飯町） ※建設中
  - 小原水坝（日语：小原ダム）（一級河川・九头龙川水系泷波川（日语：滝波川）。勝山市）
  - 河内川水坝（一級河川・北川水系河内川。三方上中郡若狹町） ※建設中
  - 九头龙川鸣鹿大堰（日语：九頭竜川鳴鹿大堰）（一級河川・九头龙川水系九头龙川。吉田郡永平寺町）
  - 笹生川水坝（日语：笹生川ダム）（一級河川・九头龙川水系真名川（日语：真名川）。大野市）
  - 净土寺川水坝（日语：浄土寺川ダム）（一級河川・九头龙川水系浄土寺川。勝山市）
  - 广野水坝（日语：広野ダム）（一級河川・九头龙川水系日野川（日语：日野川 (福井県)）。南條郡南越前町）
  - 二个屋分水堰（日语：二ッ屋分水堰）（一級河川・九头龙川水系日野川。南条郡南越前町）
  - 水坝（日语：仏原ダム）（一級河川・九头龙川水系九头龙川。大野市）
  - 山原水坝（日语：鷲ダム）（一級河川・九头龙川水系石徹白川（日语：石徹白川）。大野市）
  - 吉野濑川水坝（一級河川・九头龙川水系吉野濑川。越前市） ※建設中
  - 水坝（日语：龍ヶ鼻ダム）（一級河川・九头龙川水系竹田川（日语：竹田川）。坂井市）

#### 甲信地方・東海地方
- 山梨县
  - 柿元水坝（日语：柿元ダム）（一級水系・富士川水系佐野川。南巨摩郡南部町）
  - 葛野川水坝（日语：葛野川ダム）（一級河川・相模川水系土室川。大月市）
  - 上来泽水坝（一級河川・富士川水系小武川。韮崎市）
  - 小樺水坝（日语：小樺ダム）（一級河川・富士川水系早川（日语：早川 (山梨県)）。南阿爾卑斯市）
  - 琴川水坝（一級河川・富士川水系琴川。山梨市） ※建設中
  - 盐川水坝（日语：塩川ダム）（一級河川・富士川水系盐川。北杜市）
  - 大門水坝（日语：大門ダム）（一級河川・富士川水系大門川。北杜市）
  - 頭佐泽水坝（一級河川・富士川水系頭佐泽川。韮崎市）
  - 西山水坝（日语：西山ダム (山梨県)）（一級河川・富士川水系早川。南巨摩郡早川町）
  - 深城水坝（日语：深城ダム）（一級河川・相模川水系葛野川。大月市）
  - 保利泽水坝（一級河川・富士川水系早川。南巨摩郡早川町）
- 长野县
  - 浅川水坝（一級河川・信濃川水系浅川（日语：浅川 (長野県)）。長野市） ※建設中
  - 生坂水坝（日语：生坂ダム）（一級河川・信浓川水系犀川（日语：犀川 (長野県)）。東筑摩郡生坂村）
  - 伊奈川水坝（日语：伊奈川ダム）（一級河川・木曾川水系伊那川。木曾郡大桑村）
  - 岩倉水坝（日语：岩倉ダム）（一級河川・天龍川水系岩倉川。下伊那郡賣木村）
  - 内村水坝（日语：内村ダム）（一級河川・信浓川水系内村川。上田市）
  - 王泷川水坝（日语：王滝川ダム）（一級河川・木曾川水系王泷川。木曾郡王瀧村）
  - 大久保水坝（日语：大久保ダム (長野県)）（一級河川・天龙川水系天龙川。駒根市・上伊那郡宮田村） ※小堰堤
  - 大町水坝（日语：大町ダム）（一級河川・信濃川水系高濑川（日语：高瀬川 (長野県)）。大町市）
  - 奥裾花水坝（日语：奥裾花ダム）（一級河川・信濃川水系裾花川（日语：裾花川）。長野市）
  - 小田切水坝（日语：小田切ダム）（一級河川・信濃川水系犀川。長野市）
  - 小仁熊水坝（日语：小仁熊ダム）（一級河川・信濃川水系小仁熊川。東筑摩郡筑北村）
  - 片桐水坝（日语：片桐ダム）（一級河川・天龙川水系片桐松川（日语：片桐松川）。下伊那郡松川町）
  - 木曾水坝（日语：木曽ダム）（一級河川・木曾川水系王泷川。木曾郡木曾町）
  - 北山水坝（日语：北山ダム (長野県)）（一級河川・信濃川水系宮川。東筑摩郡麻績村）
  - 古谷水坝（日语：古谷ダム）（一級河川・信浓川水系抜井川。南佐久郡佐久穗町）
  - 笹平水坝（日语：笹平ダム）（一級河川・信浓川水系犀川。長野市）
  - 涩泽水坝（日语：渋沢ダム）（一級河川・信浓川水系中津川（日语：中津川 (信濃川水系)）。下高井郡山之內町・榮村）
  - 菅平水坝（日语：菅平ダム）（一級河川・信浓川水系神川。上田市）
  - セバ谷水坝（日语：セバ谷ダム）（一級河川・信浓川水系セバ川。松本市）
  - 平水坝（日语：平ダム）（一級河川・信浓川水系犀川。長野市・東筑摩郡生坂村）
  - 高遠水坝（日语：高遠ダム）（一級河川・天龙川水系三峰川（日语：三峰川）。伊那市）
  - 常盤水坝（日语：常盤ダム (長野県)）（一級河川・木曾川水系王泷川。木曾郡木曾町）
  - 户草水坝（日语：戸草ダム）（一級河川・天龙川水系三峰川。伊那市） ※建設中
  - 丰丘水坝（日语：豊丘ダム）（一級河川・信浓川水系百百川。須坂市）
  - 西浦水坝（日语：西浦ダム）（一級河川・信浓川水系信浓川。小諸市） ※小堰堤
  - 西大泷水坝（日语：西大滝ダム）（一級河川・信浓川水系信浓川。飯山市） ※小堰堤
  - 姫川第三水坝（日语：姫川第三ダム）（一級河川・姫川（日语：姫川）水系姫川。北安曇郡白馬村） ※小堰堤
  - 姫川第二水坝（日语：姫川第二ダム）（一級河川・姫川水系姫川。北安曇郡小谷村） ※小堰堤
  - 平岡水坝（日语：平岡ダム）（一級河川・天龙川水系天龙川。下伊那郡天龍村）
  - 松川水坝（日语：松川ダム）（一級河川・天龙川水系松川（日语：松川 (飯田市)）。飯田市）
  - 三浦水坝（日语：三浦ダム）（一級河川・木曾川水系王泷川。木曾郡王泷村）
  - 水上水坝（日语：水上ダム）（一級河川・信浓川水系会田川。松本市）
  - 南向水坝（日语：南向ダム）（一級河川・天龙川水系天龙川。駒ヶ根市） ※小堰堤
  - 水内水坝（日语：水内ダム）（一級河川・信浓川水系犀川。長野市）
  - 箕輪水坝（日语：箕輪ダム）（一級河川・天龙川水系泽川。上伊那郡箕輪町）
  - 美和水坝（日语：美和ダム）（一級河川・天龙川水系三峰川。伊那市）
  - 泰阜水坝（日语：泰阜ダム）（一級河川・天龙川水系天龙川。下伊那郡阿南町・泰阜村）
  - 山口水坝（一級河川・木曾川水系木曾川。木曾郡南木曾町）
  - 湯川水坝（日语：湯川ダム）（一級河川・信浓川水系湯川。北佐久郡御代田町）
  - 湯之濑水坝（日语：湯の瀬ダム）（一級河川・信浓川水系裾花川。長野市）
  - 横川水坝（日语：横川ダム (長野県)）（一級河川・天龙川水系横川川（日语：横川川 (長野県)）。上伊那郡辰野町）
  - 余地水坝（日语：余地ダム）（一級河川・信浓川水系余地川。南佐久郡佐久穗町）
  - 読書水坝（日语：読書発電所）（一級河川・木曾川水系木曾川。木曾郡大桑村）
- 靜岡縣
  - 青野大師水坝（二級河川・青野川水系鈴野川。賀茂郡南伊豆町）
  - 赤石水坝（日语：赤石ダム）（一級河川・大井川水系赤石泽川。靜岡市葵區）
  - 秋葉水坝（日语：秋葉ダム）（一級河川・天龙川水系天龙川。滨松市天龍區）
  - 大井川水坝（日语：大井川ダム）（一級河川・大井川水系大井川。榛原郡川根本町）
  - 大代川水坝（一級河川・大井川水系大代川。島田市）
  - 太田川水坝（二級河川・太田川（日语：太田川 (静岡県)）水系太田川。周智郡森町） ※建設中
  - 大間水坝（一級河川・大井川水系寸又川。榛原郡川根本町）
  - 奥泉水坝（日语：井川ダム#奥泉ダム）（一級河川・大井川水系大井川。静岡市葵区）
  - 境川水坝（一級河川・大井川水系境川。榛原郡川根本町）
  - 佐久间水坝（一級河川・天龙川水系天龙川。浜松市天龙区）
  - 笹間川水坝（日语：笹間川ダム）（一級河川・大井川水系笹間川。島田市）
  - 盐乡水坝（日语：塩郷ダム）（一級河川・大井川水系大井川。榛原郡川根本町） ※小堰堤
  - 寸又川水坝（一級河川・大井川水系寸又川。榛原郡川根本町）
  - 千頭水坝（日语：千頭ダム）（一級河川・大井川水系寸又川。榛原郡川根本町）
  - 田代水坝（日语：田代ダム）（一級河川・大井川水系大井川。静岡市葵区）
  - 長島水坝（日语：長島ダム）（一級河川・大井川水系大井川。榛原郡川根本町）
  - 布沢川水坝（二級河川・興津川（日语：興津川）水系布沢川。静岡市清水區 (日本)） ※建設中
  - 原野谷川水坝（二級河川・原野谷川（日语：原野谷川）水系原野谷川。掛川市）
  - 船明水坝（日语：船明ダム）（一級河川・天龙川水系天龙川。浜松市天龙区）
- 愛知縣
  - 阿摺水坝（一級河川・矢作川水系矢作川。丰田市） ※小堰堤
  - 雨山水坝（一級河川・矢作川水系雨山川。岡崎市）
  - 馬城水坝（一級河川・庄内川水系濑户川。瀨戶市）
  - 宇連水坝（一級河川・丰川水系宇連川（日语：宇連川）。新城市）
  - 大島水坝（一級河川・丰川水系大島川。新城市）
  - 大野水坝（一級河川・丰川水系宇連川。新城市）
  - 木濑水坝（日语：木瀬ダム）（一級河川・矢作川水系木濑川（日语：木瀬川）。丰田市）
  - 黑田水坝（日语：黒田ダム）（一級河川・矢作川水系黑田川。丰田市）
  - 越户水坝（一級河川・矢作川水系矢作川。丰田市）
  - 佐久間水坝（一級河川・天龙川水系天龙川。北設樂郡豐根村）
  - 設乐水坝（一級河川・丰川水系丰川。北設楽郡設樂町） ※建設中
  - 玉野水坝（一級河川・庄内川水系庄内川。濑户市） ※小堰堤
  - 富永水坝（日语：富永ダム）（一級河川・矢作川水系富永川。丰田市）
  - 羽布水坝（日语：羽布ダム）（一級河川・矢作川水系巴川（日语：巴川 (矢作川水系)）。丰田市）
  - 辯天水坝（一級河川・丰川水系丰川。新城市） ※小堰堤
  - 百月水坝（一級河川・矢作川水系矢作川。丰田市） ※小堰堤
  - 矢作第二水坝（日语：矢作第二ダム）（一級河川・矢作川水系矢作川。丰田市）
- 岐阜县
  - 秋神水坝（日语：秋神ダム）（一級河川・木曾川水系秋神川。高山市）
  - 浅井田水坝（日语：浅井田ダム）（一級河川・神通川水系高原川（日语：高原川）。高山市・飛驒市）
  - 朝日水坝（日语：朝日ダム）（一級河川・木曾川水系飞驒川（日语：飛騨川）。高山市）
  - 阿多岐水坝（一級河川・木曾川水系阿多岐川。郡上市）
  - 今渡水坝（日语：今渡ダム）（一級河川・木曾川水系木曾川。可兒市・美濃加茂市）
  - 岩村水坝（一級河川・木曾川水系富田川。惠那市）
  - 内谷水坝（一級河川・木曾川水系亀尾島川。郡上市） ※建設中
  - 打保水坝（一級河川・神通川水系神通川。飛驒市）
  - 大井水坝（日语：大井ダム）（一級河川・木曾川水系木曾川。恵那市・中津川市）
  - 大洞水坝（一級河川・木曾川水系大洞川。下呂市）
  - 大島水坝（一級河川・神通川水系大八賀川。高山市） ※建設中
  - 落合水坝（日语：落合ダム）（一級河川・木曾川水系木曾川。中津川市）
  - 小里川水坝（日语：小里川ダム）（一級河川・庄内川水系小里川。瑞浪市）
  - 川浦鞍部水坝（日语：川浦ダム）（一級河川・木曾川水系西洞谷川。关市）
  - 笠置水坝（日语：笠置ダム）（一級河川・木曾川水系木曾川。瑞浪市・恵那市）
  - 加子母防災水坝（一級河川・木曾川水系加子母川。中津川市）
  - 兼山水坝（日语：兼山ダム）（一級河川・木曾川水系木曾川。可儿市・加茂郡八百津町）
  - 神岳水坝（一級河川・木曾川水系坂内川。揖斐郡揖斐川町）
  - 川边水坝（一級河川・木曾川水系飛驒川。加茂郡川邊町）
  - 久久野水坝（一級河川・木曾川水系飛驒川。高山市）
  - 久濑水坝（一級河川・木曾川水系揖斐川。揖斐郡揖斐川町）
  - 境川水坝（日语：境川ダム）（一級河川・庄川（日语：庄川）水系境川。大野郡白川村）
  - 坂上水坝（一級河川・神通川水系神通川。飛驒市）
  - 逆川防災水坝（一級河川・庄内川水系龙吟川。瑞浪市）
  - 下原水坝（日语：下原ダム）（一級河川・木曾川水系飛驒川。下呂市）
  - 新猪谷水坝（日语：新猪谷ダム）（一級河川・神通川水系高原川。飛驒市）
  - 新丸山水坝（日语：丸山ダム#新丸山ダム）（一級河川・木曾川水系木曾川。加茂郡八百津町・可兒郡御嵩町） ※建設中
  - 双六水坝（一級河川・神通川水系双六川。高山市）
  - 高橋谷水坝（一級河川・木曾川水系高橋谷川。揖斐郡揖斐川町）
  - 谷山水坝（一級河川・木曾川水系谷山川。可儿郡御嵩町）
  - 角川水坝（一級河川・神通川水系神通川。飛驒市）
  - 椿原水坝（日语：椿原ダム）（一級河川・庄川水系庄川。大野郡白川村）
  - 中野方水坝（一級河川・木曾川水系中野方川。恵那市）
  - 成出水坝（日语：成出ダム）（一級河川・庄川水系庄川。大野郡白川村）
  - 西平水坝（一級河川・木曾川水系揖斐川。揖斐郡揖斐川町）
  - 西村水坝（一級河川・木曾川水系馬濑川。下呂市）
  - 丹生川水坝（日语：丹生川ダム）（一級河川・神通川水系荒城川。高山市） ※建設中
  - 鳩谷水坝（日语：鳩谷ダム）（一級河川・庄川水系庄川。大野郡白川村）
  - 東上田水坝（一級河川・木曾川水系飛驒川。下呂市）
  - 細尾谷水坝（日语：細尾谷ダム）（一級河川・木曾川水系細尾谷川。加茂郡七宗町）
  - 馬濑川第二水坝（日语：馬瀬川第二ダム）（一級河川・木曾川水系馬濑川。下呂市）
  - 丸山水坝（日语：丸山ダム）（一級河川・木曾川水系木曾川。加茂郡八百津町・可儿郡御嵩町）
  - 水無濑水坝（一級河川・木曾川水系水無濑川。加茂郡川边町） ※建設中
- 三重县
  - 安浓水坝（二級河川・安浓川（日语：安濃川）水系安浓川。津市 (日本)）
  - 川上水坝（日语：川上ダム (三重県)）（一級河川・淀川水系前深濑川。伊賀市） ※建設中
  - 君野水坝（一級河川・雲出川（日语：雲出川）水系八手俣川。津市）
  - 河内水坝（二級河川・加茂川水系鳥羽河内川。鳥羽市）
  - 小森水坝（一級河川・熊野川水系北山川（日语：北山川）。熊野市）
  - 泷川水坝（一級河川・淀川水系泷川。伊賀市）
  - 長ヶ水坝（一級河川・宮川（日语：宮川 (三重県)）水系宮川。多氣郡大台町） ※小堰堤
  - 鳥羽河内水坝（二級河川・加茂川水系加茂川。鳥羽市） ※建設中
  - 西米之川水坝（一級河川・淀川水系米之川。伊賀市）
  - 蓮水坝（日语：蓮ダム）（一級河川・櫛田川（日语：櫛田川）水系蓮川。松阪市）
  - 比奈知水坝（日语：比奈知ダム）（一級河川・淀川水系名張川（日语：名張川）。名張市）
  - 不動谷水坝（一級河川・宮川水系宮川。多気郡大台町）
  - 松尾水坝（二級河川・加茂川水系松尾川。鳥羽市）
  - 三濑谷水坝（日语：三瀬谷ダム）（一級河川・宮川水系宮川。多気郡大台町）
  - 宮川水坝（日语：宮川ダム (三重県)）（一級河川・宮川水系宮川。多気郡大台町）

#### 近畿地方
- 滋贺县
  - 姉川水坝（日语：姉川ダム）（一級水系・淀川水系姉川。米原市）
  - 犬上水坝（一級河川・淀川水系犬上川（日语：犬上川）。犬上郡多賀町）
  - 永源寺第二水坝（日语：永源寺ダム）（一級河川・淀川水系愛知川（日语：愛知川）。東近江市） ※建設中
  - 大户川水坝（日语：大戸川ダム）（一級河川・淀川水系大户川（日语：大戸川）。大津市） ※建設中
  - 芹谷水坝（一級河川・淀川水系水谷川。犬上郡多賀町） ※建設中
  - 野洲川水坝（日语：野洲川ダム）（一級河川・淀川水系野洲川（日语：野洲川）。甲賀市）
- 京都府
  - 大野水坝（日语：大野ダム (京都府)）（一級河川・由良川（日语：由良川）水系由良川。南丹市）
  - 世木水坝（日语：日吉ダム#世木ダム）（一級河川・淀川水系桂川。南丹市）
  - 大正池水坝（日语：大正池 (井手町)）（一級河川・淀川水系玉川。綴喜郡井手町）
  - 畑川水坝（一級河川・由良川水系畑川。京丹波町） ※建設中
  - 日吉水坝（日语：日吉ダム）（一級河川・淀川水系桂川。南丹市）
  - 由良川水坝（一級河川・由良川水系由良川。綾部市）
  - 和知水坝（一級河川・由良川水系由良川。京丹波町）
- 大阪府
  - 逢归水坝（二級河川・大川水系大川。泉南郡岬町）
  - 永乐水坝（二級河川・見出川水系見出川。泉南郡熊取町）
  - 泷池水坝（二級河川・男里川水系番川。泉南郡岬町）
  - 泷畑水坝（日语：滝畑ダム）（一級河川・大和川水系石川（日语：石川 (大阪府)）。河內長野市）
  - 堀河水坝（二級河川・男里川水系堀河川。泉南市）
  - 槙尾川水坝（二級河川・大津川水系槙尾川。和泉市） ※建設中
- 兵库县
  - 青野水坝（二級河川・武庫川（日语：武庫川）水系青野川。三田市）
  - 鲇屋川水坝（日语：鮎屋川ダム）（二級河川・洲本川（日语：洲本川）水系鮎屋川。洲本市）
  - 生野水坝（日语：生野ダム）（二級河川・市川（日语：市川 (兵庫県)）水系市川。朝來市）
  - 石井水坝（二級河川・新湊川（日语：新湊川）水系石井川。神户市北区）
  - 猪鼻水坝（二級河川・洲本川水系猪鼻川。洲本市）
  - 猪鼻第二水坝（二級河川・洲本川水系猪鼻川。洲本市）
  - 入江水坝（二級河川・矢田川（日语：矢田川）水系湯舟川。美方郡香美町）
  - 上田池水坝（二級河川・三原川（日语：三原川）水系上田川。南淡路市）
  - 牛内水坝（二級河川・三原川水系牛内川。南淡路市）
  - 大川濑水坝（一級河川・加古川水系東条川。三田市）
  - 大路水坝（一級河川・圆山川（日语：円山川）水系大路川。朝来市）
  - 金出地水坝（二級河川・千種川（日语：千種川）水系鞍居川。赤穗郡上郡町） ※建設中
  - 鸭川水坝（日语：鴨川ダム）（一級河川・加古川（日语：加古川）水系鴨川。加東市）
  - 北富士水坝（二級河川・三原川水系北富士川。南淡路市）
  - 草木水坝（一級河川・揖保川（日语：揖保川）水系草木川。宍粟市）
  - 昭和池水坝（一級河川・加古川水系千鳥川。加東市）
  - 菅生水坝（二級河川・夢前川（日语：夢前川）水系菅生川。姬路市）
  - 西紀水坝（一級河川・由良川水系泷之尻川。丹波篠山市）
  - 千刈水坝（日语：千刈ダム）（二級河川・武庫川水系羽束川。神户市北区）
  - 大日水坝（二級河川・三原川水系大日川。南淡路市）
  - 大日川水坝（二級河川・三原川水系大日川。南淡路市）
  - 竹原水坝（二級河川・洲本川水系竹原川。洲本市）
  - 立畑水坝（二級河川・新湊川水系石井川。神户市兵庫區）
  - 但東水坝（一級河川・圆山川水系横谷川。豐岡市）
  - 天川第二水坝（二級河川・天川水系天川。洲本市）
  - 天王水坝（二級河川・新湊川水系新湊川。神户市北区）
  - 呑吐水坝（日语：呑吐ダム）（一級河川・加古川水系志染川（日语：志染川）。三木市）
  - 長谷水坝（二級河川・千種川水系長谷川。龍野市）
  - 成相水坝（二級河川・三原川水系成相川。南淡路市）
  - 布引五本松水坝（日语：布引五本松ダム）（二級河川・生田川（日语：生田川）水系生田川。神户市中央区） ※国家级重要文化財
  - 長谷水坝（二級河川・市川水系長谷川。神崎郡神河町）
  - 初尾川水坝（二級河川・洲本川水系初尾川。南淡路市）
  - 引原水坝（一級河川・揖保川水系引原川。宍粟市）
  - 一庫水坝（日语：一庫ダム）（一級河川・淀川水系一庫大路次川。川西市）
  - 本庄川水坝（二級河川・本庄川水系本庄川。南淡路市）
  - 丸山水坝（二級河川・武庫川水系船坂川。西宮市）
  - 水分水坝（一級河川・加古川水系三熊川。篠山市） ※建設中
  - 三宝水坝（一級河川・由良川水系三井庄川。丹波市）
  - 武庫川水坝（二級河川・武庫川水系武庫川。寶塚市） ※建設中
  - 安富水坝（一級河川・揖保川水系林田川。姫路市）
  - 安室水坝（二級河川・千種川水系安室川。赤穗郡上郡町）
  - 山田池水坝（一級河川・加古川水系山田川。神户市兵庫区）
  - 諭鶴羽水坝（日语：諭鶴羽ダム）（二級河川・三原川（日语：三原川）水系諭鶴羽川。南淡路市）
- 奈良县
  - 池尾川取水水坝（一級河川・新宮川水系池尾川。五條市）
  - 一之木水坝（一級河川・紀之川水系吉里川。五條市）
  - 岩井川水坝（一級河川・大和川水系岩井川。奈良市）
  - 大泷水坝（日语：大滝ダム）（一級河川・紀之川水系紀之川。吉野郡川上村） ※建設中
  - 風屋水坝（日语：風屋ダム）（一級河川・新宮川水系熊野川。吉野郡十津川村）
  - 上津水坝（一級河川・淀川水系遅濑川。山邊郡山添村）
  - 川迫水坝（日语：川迫ダム）（一級河川・新宮川水系熊野川。吉野郡天川村）
  - 小森水坝（一級河川・新宮川水系北山川（日语：北山川）。東牟婁郡北山村）
  - 猿谷水坝（日语：猿谷ダム）（一級河川・新宮川水系熊野川。五條市）
  - 大門水坝（一級河川・大和川水系实盛川。生駒郡三鄉町） ※建設中
  - 九尾水坝（日语：九尾ダム）（一級河川・新宮川水系熊野川。吉野郡天川村）
  - 津風呂水坝（日语：津風呂ダム）（一級河川・紀之川水系津風呂川。吉野郡吉野町）
  - 天理水坝（一級河川・大和川水系布留川。天理市）
  - 布目水坝（日语：布目ダム）（一級河川・淀川水系布目川。奈良市）
  - 初濑水坝（一級河川・大和川水系大和川。櫻井市）
  - 宮奥水坝（一級河川・淀川水系宇陀川（日语：宇陀川）。宇陀市）
  - 室生水坝（日语：室生ダム）（一級河川・淀川水系宇陀川。宇陀市）
- 和歌山县
  - 切目川水坝（二級河川・切目川水系切目川。日高郡印南町） ※建設中
  - 小匠水坝（二級河川・太田川水系小匠川。東牟婁郡那智勝浦町）
  - 七川水坝（日语：七川ダム）（二級河川・古座川水系古座川。東牟婁郡古座川町）
  - 島之濑水坝（二級河川・南部川水系南部川。日高郡南部町）
  - 椿山水坝（日语：椿山ダム）（二級河川・日高川（日语：日高川）水系日高川。日高郡日高川町）
  - 广川水坝（日语：広川ダム）（二級河川・广川水系广川。有田郡广川町）
  - 二川水坝（日语：二川ダム）（二級河川・有田川水系有田川。有田郡有田川町）
  - 山田水坝（日语：山田ダム）（一級河川・紀之川水系野田原川。紀之川市）

#### 中国地方
- 鳥取縣
  - 朝鍋水坝（一級水系・日野川（日语：日野川）水系朝鍋川。西伯郡南部町）
  - 大宮水坝（一級河川・日野川水系印賀川。日野郡日南町）
  - 賀祥水坝（一級河川・日野川水系法勝寺川。西伯郡南部町）
  - 佐治川水坝（一級河川・千代川（日语：千代川）水系佐治川。鳥取市）
  - 菅泽水坝（一級河川・日野川水系印賀川。日野郡日南町・日野町）
  - 東乡水坝（二級河川・橋津川水系宇坪谷川。東伯郡湯梨濱町）
  - 中津水坝（一級河川・天神川（日语：天神川）水系小鹿川。東伯郡三朝町）
  - 百谷水坝（一級河川・千代川水系天神川。鳥取市）
  - 俣野川水坝（日语：俣野川ダム）（一級河川・日野川水系俣野川。日野郡江府町）
  - 美歎水坝（一級河川・千代川水系美歎川。鳥取市）
  - 茗荷谷水坝（一級河川・千代川水系春米川。八頭郡若櫻町）
- 岛根县
  - 阿井川水坝（一級河川・斐伊川（日语：斐伊川）水系阿井川。仁多郡奧出雲町）
  - 大谷水坝（一級河川・斐伊川水系大谷川。松江市）
  - 大峠水坝（二級河川・益田川（日语：益田川）水系馬谷川。益田市）
  - 大長見水坝（二級河川・周布川（日语：周布川）水系周布川。濱田市）
  - 尾原水坝（日语：尾原ダム）（一級河川・斐伊川水系斐伊川。雲南市） ※建設中
  - 御部水坝（二級河川・三隅川水系三隅川。浜田市）
  - 加志岐川水坝（二級河川・敬川水系加志岐川。江津市）
  - 来岛水坝（日语：来島ダム）（一級河川・斐伊川水系神户川（日语：神戸川 (島根県)）。飯石郡飯南町）
  - 木都賀水坝（二級河川・三隅川水系三隅川。浜田市）
  - 嵯峨谷水坝（二級河川・益田川水系都茂川。益田市）
  - 坂根水坝（一級河川・斐伊川水系下横田川。仁多郡奥出雲町）
  - 笹倉水坝（二級河川・益田川水系波田川。益田市）
  - 三瓶水坝（二級河川・静間川水系三瓶川。大田市）
  - 盐田水坝（一級河川・斐伊川水系金谷川。雲南市）
  - 志津見水坝（一級河川・斐伊川水系神戸川。飯石郡飯南町） ※建設中
  - 周布川水坝（日语：周布川ダム）（二級河川・周布川水系周布川。滨田市）
  - 第二滨田水坝（二級河川・滨田川（日语：浜田川 (島根県)）水系滨田川。滨田市） ※建設中
  - 銚子水坝（二級河川・八尾川水系銚子川。隱岐郡隱岐之島町）
  - 津田川水坝（二級河川・津田川水系津田川。益田市）
  - 長見水坝（日语：周布川ダム）（二級河川・周布川水系周布川。滨田市）
  - 布部水坝（一級河川・斐伊川水系飯梨川。安來市）
  - 波積水坝（一級河川・江之川水系都治川。江津市） ※建設中
  - 滨田水坝（二級河川・滨田川水系浜田川。滨田市）
  - 滨原水坝（日语：浜原ダム）（一級河川・江之川水系江之川。邑智郡美郷町）
  - 稗原水坝（一級河川・斐伊川水系稗原川。出雲市）
  - 益田川水坝（日语：益田川ダム）（二級河川・益田川水系益田川。益田市）
  - 美田水坝（二級河川・美田川水系美田川。隠岐郡西之島町）
  - 八户水坝（一級河川・江之川水系八户川。江津市）
  - 矢原川水坝（二級河川・三隅川水系矢原川。浜田市） ※建設中
  - 山佐水坝（一級河川・斐伊川水系山佐川。安来市）
- 岡山縣
  - 旭川水坝（日语：旭川ダム）（一級河川・旭川（日语：旭川 (岡山県)）水系旭川。岡山市北区・加賀郡吉備中央町）
  - 旭川第二水坝（日语：旭川ダム）（一級河川・旭川水系旭川。岡山市北区） ※小堰堤
  - 大佐水坝（日语：大佐ダム）（一級河川・高梁川水系小阪部川。新見市）
  - 大竹水坝（日语：大竹ダム）（一級河川・高梁川水系木谷川。高梁市）
  - 大谷川水坝（一級河川・高梁川水系大谷川。新見市） ※建設中
  - 小阪部川水坝（日语：小阪部川ダム）（一級河川・高梁川水系小阪部川。新見市）
  - 落合水坝（一級河川・高梁川水系落合川。加賀郡吉備中央町）
  - 鬼ヶ嶽水坝（一級河川・吉井川（日语：吉井川）水系美山川。小田郡矢掛町）
  - 恩木水坝（一級河川・旭川水系丰岡川。加賀郡吉備中央町）
  - 香々美水坝（一級河川・吉井川水系香香美川。苫田郡鏡野町）
  - 河平水坝（一級河川・旭川水系日山谷川。加賀郡吉備中央町）
  - 久賀水坝（一級河川・吉井川水系梶並川。美作市）
  - 草月水坝（一級河川・高梁川水系佐与谷川。新見市）
  - 黒木水坝（一級河川・吉井川水系倉見川。津山市）
  - 黑鸟水坝（日语：黒鳥ダム）（一級河川・高梁川水系成羽川（日语：成羽川）。高梁市）
  - 第二星田水坝（一級河川・吉井川水系星田川。井原市・小田郡矢掛町）
  - 高濑川水坝（日语：高瀬川ダム (岡山県)）（一級河川・高梁川水系高濑川。新見市）
  - 滝山水坝（一級河川・吉井川水系滝山川。赤磐市）
  - 田原水坝（日语：田原ダム）（一級河川・高梁川水系成羽川。高梁市）
  - 千屋水坝（日语：千屋ダム）（一級河川・高梁川水系高梁川。新見市）
  - 津川水坝（一級河川・吉井川水系津川川。津山市）
  - 苫田水坝（日语：苫田ダム）（一級河川・吉井川水系吉井川。苫田郡鏡野町）
  - 楢井水坝（一級河川・高梁川水系右の谷川。高梁市）
  - 鳴泷水坝（一級河川・旭川水系加茂川。加賀郡吉備中央町）
  - 八塔寺川水坝（一級河川・吉井川水系八塔寺川。備前市）
  - 日笠水坝（一級河川・吉井川水系日笠川。和氣郡和氣町）
  - 北房水坝（一級河川・旭川水系備中川。真庭市）
  - 槙谷水坝（一級河川・高梁川水系落合川。總社市）
  - 三室川水坝（日语：三室川ダム）（一級河川・高梁川水系三室川。新見市）
  - 明治水坝（日语：明治ダム）（一級河川・高梁川水系横尾谷川。井原市）
  - 社口水坝（一級河川・旭川水系旭川。真庭市）
  - 湯原水坝（日语：湯原ダム）（一級河川・旭川水系旭川。真庭市）
- 廣島縣
  - 井川谷調整池（一級河川・芦田川（日语：芦田川）水系服部川。福山市）
  - 魚切水坝（二級河川・八幡川（日语：八幡川）水系八幡川。廣島市佐伯區）
  - 宇賀水坝（日语：宇賀ダム）（一級河川・太田川水系高山川。广島市安佐北區）
  - 王泊水坝（日语：王泊ダム）（一級河川・太田川水系泷山川。山県郡安藝太田町・北廣島町）
  - 奥山水坝（二級河川・大川水系大川。尾道市） ※建設中
  - 小濑川水坝（日语：小瀬川ダム）（一級河川・小濑川（日语：小瀬川）水系小濑川。廿日市市）
  - 梶毛水坝（二級河川・八幡川水系石内川。广島市佐伯区）
  - 川井谷調整池（一級河川・芦田川水系父尾川。福山市）
  - 京丸水坝（一級河川・芦田川水系京丸川。世羅郡世羅町）
  - 沓原水坝（日语：沓ヶ原ダム）（一級河川・江之川水系神野濑川。三次市）
  - 久山田水坝（日语：久山田ダム）（二級河川・栗原川水系門田川。尾道市）
  - 栗原水坝（二級河川・栗原川水系栗原川。尾道市）
  - 高暮水坝（日语：高暮ダム）（一級河川・江之川水系神野濑川。庄原市）
  - 四川水坝（日语：四川ダム）（一級河川・芦田川水系四川。福山市）
  - 柴木川水坝（一級河川・太田川水系柴木川。山县郡安芸太田町）
  - 清水谷水坝（二級河川・清水川水系清水谷川。豐田郡大崎上島町）
  - 庄原水坝（一級河川・江之川水系大户川。庄原市） ※建設中
  - 帝释川水坝（日语：帝釈川ダム）（一級河川・高梁川水系帝釈川（日语：帝釈川）。庄原市・神石郡神石高原町）
  - 太高山水坝（二級河川・太高山川水系太高山川。吴市）
  - 立岩水坝（日语：立岩ダム）（一級河川・太田川水系太田川。山县郡安芸太田町）
  - 樽床水坝（日语：樽床ダム）（一級河川・太田川水系柴木川。山县郡北广島町）
  - 仁賀水坝（二級河川・賀茂川（日语：賀茂川 (広島県)）水系賀茂川。竹原市）
  - 二級水坝（日语：二級ダム）（二級河川・黑濑川（日语：黒瀬川）水系黑濑川。吴市）
  - 野間川水坝（一級河川・芦田川水系野間川。三原市） ※建設中
  - 野呂川水坝（二級河川・野呂川水系野呂川。吴市）
  - 灰塚水坝（日语：灰塚ダム）（一級河川・江之川水系上下川。三次市）
  - 土師水坝（日语：土師ダム）（一級河川・江之川水系江之川。安藝高田市）
  - 八田原水坝（日语：八田原ダム）（一級河川・芦田川水系芦田川。府中市・世羅郡世羅町）
  - 福富水坝（日语：福富ダム）（二級河川・沼田川（日语：沼田川）水系沼田川。東廣島市）
  - 本庄水坝（日语：本庄ダム）（二級河川・二河川（日语：二河川 (広島県)）水系二河川。吴市） ※国家级重要文化財
  - 鱒溜水坝（日语：立岩ダム）（一級河川・太田川水系太田川。山县郡安芸太田町）
  - 三川水坝（日语：三川ダム）（一級河川・芦田川水系芦田川。世羅郡世羅町）
  - 三河水坝（日语：三河ダム）（二級河川・沼田川水系三河川。三原市）
  - 三高水坝（二級河川・木下川水系木下川。江田島市）
  - 御調水坝（一級河川・芦田川水系御調川。尾道市）
  - 椋梨水坝（日语：椋梨ダム）（二級河川・沼田川水系椋梨川。東广島市）
  - 福富水坝（日语：福富ダム）（二級河川・沼田川水系沼田川。東广島市）
  - 弥荣水坝（日语：弥栄ダム）（一級河川・小濑川水系小濑川。大竹市）
  - 山田川水坝（日语：山田川ダム）（一級河川・芦田川水系山田川。世羅郡世羅町）
  - 龙泉寺水坝（日语：竜泉寺ダム）（二級河川・藤井川水系木門田川。尾道市）
  - 渡之濑水坝（一級河川・小濑川水系玖島川。大竹市・廿日市市）
- 山口县
  - 阿惣水坝（二級河川・掛淵川水系阿惣川。長門市） ※建設中
  - 荒谷水坝（二級河川・椹野川（日语：椹野川）水系椹野川。山口市）
  - 有宗水坝（二級河川・掛淵川水系久富川。長門市）
  - 生見川水坝（二級河川・錦川水系生見川。岩國市）
  - 生雲水坝（二級河川・阿武川（日语：阿武川）水系生雲川。山口市）
  - 一之坂水坝（二級河川・椹野川水系一の坂川。山口市）
  - 今富水坝（二級河川・有帆川水系今富川。宇部市）
  - 歌野川水坝（二級河川・木屋川水系歌野川。下关市）
  - 大河内川水坝（二級河川・深川川水系大河内川。長門市） ※建設中
  - 川上水坝（日语：川上ダム (山口県)）（二級河川・富田川水系富田川。周南市）
  - 小濑川水坝（一級河川・小濑川水系小濑川。岩国市）
  - 狩音水坝（二級河川・掛渊川水系狩音川。長門市）
  - 黑杭川水坝（二級河川・柳井川水系黒杭川。柳井市）
  - 黑杭川上流水坝（二級河川・柳井川水系黒杭川。柳井市） ※建設中
  - 向道水坝（日语：向道ダム）（二級河川・錦川水系錦川。周南市）
  - 厚東川水坝（日语：厚東川ダム）（二級河川・厚東川（日语：厚東川）水系厚東川。宇部市）
  - 木屋川水坝（日语：木屋川ダム）（二級河川・木屋川水系木屋川。下関市）
  - 佐波川水坝（日语：佐波川ダム）（一級河川・佐波川（日语：佐波川）水系佐波川。山口市）
  - 島地川水坝（日语：島地川ダム）（一級河川・佐波川水系島地川。周南市）
  - 菅野水坝（日语：菅野ダム）（二級河川・錦川水系錦川。周南市）
  - 大坊水坝（二級河川・掛淵川水系大坊川。長門市）
  - 中山川水坝（二級河川・島田川（日语：島田川）水系中山川。岩国市）
  - 温見水坝（二級河川・末武川水系末武川。下松市）
  - 畑水坝（二級河川・掛淵川水系国広川。長門市）
  - 羽根越水坝（二級河川・椹野川水系四十八濑川。宇部市）
  - 久富水坝（二級河川・掛淵川水系久富川。長門市）
  - 平濑水坝（二級河川・錦川水系錦川。岩国市）
  - 見島水坝（二級河川・大谷川水系大谷川。萩市） ※見島（日语：見島）
  - 御庄川水坝（日语：御庄川ダム）（二級河川・錦川水系御庄川（日语：御庄川）。岩国市）
  - 水越水坝（二級河川・錦川水系錦川。周南市）
  - 美祢水坝（二級河川・厚狭川（日语：厚狭川）水系日永川。美禰市）
  - 弥荣水坝（一級河川・小濑川水系小濑川。岩国市）
  - 山之口水坝（二級河川・大井川水系山之口川。萩市）
  - 湯之原水坝（二級河川・木屋川水系木屋川。下関市）
  - 湯免水坝（二級河川・三隅川水系辻並川。長門市）

#### 四国地方
- 香川县
  - 粟井水坝（二級河川・柞田川水系粟井川。觀音寺市）
  - 粟地水坝（二級河川・安田大川水系安田大川。小豆郡小豆島町）
  - 大内水坝（二級河川・与田川水系様松川。東香川市）
  - 内海水坝（二級河川・別当川水系別当川。小豆郡小豆島町） ※二次开发（日语：ダム再開発事業）後的规格
  - 大川水坝（二級河川・津田川水系津田川。讚岐市）
  - 蛙子池水坝（二級河川・传法川水系伝法川。小豆郡小豆島町）
  - 椛川水坝（二級河川・香東川（日语：香東川）水系椛川。高松市） ※建設中
  - 川股水坝（二級河川・馬宿川水系馬宿川。東香川市）
  - 五乡水坝（二級河川・柞田川水系前田川。观音寺市）
  - 五名水坝（二級河川・湊川（日语：湊川 (香川県)）水系湊川。東香川市）
  - 千足水坝（二級河川・馬宿川水系千足川。東香川市）
  - 多治川水坝（二級河川・財田川（日语：財田川）水系帰来川。仲多度郡滿濃町）
  - 田万水坝（日语：田万ダム）（二級河川・綾川（日语：綾川）水系田万川。綾歌郡綾川町）
  - 殿川水坝（二級河川・传法川水系殿川。小豆郡小豆島町）
  - 内場水坝（日语：内場ダム）（二級河川・香東川水系内場川。高松市）
  - 長柄水坝（日语：長柄ダム (香川県)）（二級河川・綾川水系綾川。綾歌郡綾川町）
  - 野口水坝（二級河川・財田川水系財田川。仲多度郡满浓町）
  - 府中水坝（日语：府中ダム）（二級河川・綾川水系綾川。坂出市）
  - 前山水坝（日语：前山ダム）（二級河川・鴨部川（日语：鴨部川）水系鴨部川。赞岐市）
  - 門入水坝（二級河川・津田川水系栴檀川。赞岐市）
  - 吉田水坝（二級河川・吉田川水系吉田川。小豆郡小豆島町）
- 德岛县
  - 池田水坝（日语：池田ダム）（一級水系・吉野川水系吉野川。三好市 (德島縣)）
  - 浦之池水坝（一級河川・吉野川水系内谷川。阿波市）
  - 川口水坝（日语：川口ダム）（一級河川・那賀川（日语：那賀川）水系那賀川。那賀郡那賀町）
  - 御所池水坝（一級河川・吉野川水系内谷川。阿波市）
  - 柴川水坝（一級河川・吉野川水系柴川谷川（日语：柴川谷川）。三好市） ※建設中
  - 長安口水坝（日语：長安口ダム）（一級河川・那賀川水系那賀川。那賀郡那賀町）
  - 名頃水坝（日语：名頃ダム）（一級河川・吉野川水系祖谷川。三好市）
  - 夏子水坝（日语：夏子ダム）（一級河川・吉野川水系曾江谷川（日语：曽江谷川）。美馬市）
  - 正木水坝（二級河川・勝浦川（日语：勝浦川）水系勝浦川。勝浦郡上勝町）
  - 福井水坝（二級河川・福井川（日语：福井川 (徳島県)）水系福井川。阿南市）
  - 松尾川水坝（日语：松尾川ダム）（一級河川・吉野川水系松尾川（日语：松尾川 (徳島県)）。三好市）
  - 見坂池水坝（一級河川・吉野川水系福谷川。阿波市）
  - 三绳水坝（一級河川・吉野川水系祖谷川。三好市）
  - 宮川内水坝（一級河川・吉野川水系宮川内谷川（日语：宮川内谷川）。阿波市）
  - 明谷水坝（一級河川・吉野川水系明谷川（日语：明谷川）。美馬郡劍町）
  - 若宮谷水坝（一級河川・吉野川水系若宮谷川（日语：若宮谷川）。三好市）
- 爱媛县
  - 伊方調整池（二級河川・伊方大川水系伊方大川。西宇和郡伊方町）
  - 石手川水坝（日语：石手川ダム）（一級河川・重信川（日语：重信川）水系石手川（日语：石手川）。松山市）
  - 台水坝（二級河川・台大川水系台大川。今治市） ※大三島
  - 面河水坝（日语：面河ダム）（一級河川・仁淀川（日语：仁淀川）水系割石川。上浮穴郡久萬高原町）
  - 面河第三水坝（一級河川・仁淀川水系仁淀川。上浮穴郡久万高原町）
  - 鹿野川水坝（一級河川・肱川（日语：肱川）水系肱川。大洲市）
  - 黑濑水坝（二級河川・加茂川（日语：加茂川 (愛媛県)）水系加茂川。西條市）
  - 佐古水坝（一級河川・重信川水系佐川川。東溫市）
  - 山財水坝（二級河川・岩松川水系御代の川。宇和島市）
  - 鹿森水坝（二級河川・国領川（日语：国領川）水系国領川。新居濱市）
  - 志河川水坝（二級河川・中山川水系志河川。西条市） ※建設中
  - 新宮水坝（日语：新宮ダム）（一級河川・吉野川水系銅山川（日语：銅山川 (四国)）。四國中央市）
  - 須賀川水坝（二級河川・須賀川（日语：須賀川 (愛媛県)）水系須賀川。宇和島市）
  - 玉川水坝（二級河川・蒼社川水系蒼社川。今治市）
  - 富乡水坝（日语：富郷ダム）（一級河川・吉野川水系銅山川。四国中央市）
  - 野村水坝（一級河川・肱川水系肱川。西予市）
  - 布喜川調整池（二級河川・千丈川水系流田川。八幡濱市）
  - 別子水坝（一級河川・吉野川水系銅山川。新居浜市）
  - 柳谷水坝（一級河川・仁淀川水系黒川。上浮穴郡久万高原町）
  - 柳濑水坝（日语：柳瀬ダム）（一級河川・吉野川水系銅山川。四国中央市）
  - 山鳥坂水坝（一級河川・肱川水系河辺川。大洲市） ※建設中
- 高知县
  - 家地川水坝（一級河川・四萬十川水系四万十川。幡多郡四萬十町） ※小堰堤
  - 伊尾木川水坝（二級河川・伊尾木川（日语：伊尾木川）水系伊尾木川。安藝市）
  - 筏津水坝（日语：筏津ダム）（一級河川・仁淀川水系仁淀川。高岡郡越知町）
  - 以布利水坝（二級河川・以布利川水系以布利川。土佐清水市）
  - 大渡水坝（一級河川・仁淀川水系仁淀川。吾川郡仁淀川町）
  - 大橋水坝（日语：大橋ダム）（一級河川・吉野川水系吉野川。吾川郡伊野町）
  - 奥出水坝（二級河川・和食川水系奥出川。安芸郡藝西村）
  - 加枝水坝（一級河川・仁淀川水系仁淀川。吾川郡仁淀川町） ※小堰堤
  - 鏡水坝（二級河川・鏡川（日语：鏡川）水系鏡川。高知市）
  - 鎌井谷水坝（二級河川・香宗川水系鎌井谷川。香南市）
  - 桐見水坝（一級河川・仁淀川水系坂折川。高岡郡越知町）
  - 久木水坝（日语：魚梁瀬ダム）（二級河川・奈半利川（日语：奈半利川）水系奈半利川。安芸郡北川村）
  - 坂本水坝（二級河川・松田川水系松田川。宿毛市）
  - 早明浦水坝（日语：早明浦ダム）（一級河川・吉野川水系吉野川。長岡郡本山町・土佐郡土佐町）
  - 杉田水坝（一級河川・物部川（日语：物部川）水系物部川。香美市）
  - 津賀水坝（一級河川・四万十川水系檮原川。幡多郡四万十町）
  - 长泽水坝（日语：長沢ダム）（一級河川・吉野川水系吉野川。吾川郡伊野町）
  - 中筋川水坝（一級河川・四万十川水系中筋川。宿毛市）
  - 永濑水坝（一級河川・物部川水系物部川。香美市）
  - 初濑水坝（一級河川・四万十川水系檮原川。高岡郡檮原町）
  - 春遠水坝（二級河川・貝之川水系家之谷川。宿毛市） ※建設中
  - 平鍋水坝（日语：魚梁瀬ダム）（二級河川・奈半利川水系奈半利川。安芸郡北川村）
  - 休場水坝（二級河川・国分川水系国分川。香南市）
  - 山崎水坝（一級河川・吉野川水系吉野川。長岡郡本山町） ※小堰堤
  - 横濑川水坝（一級河川・四万十川水系横濑川。宿毛市） ※建設中
  - 吉野水坝（一級河川・物部川水系物部川。香美市）
  - 和食水坝（二級河川・和食川水系和食川。安芸郡芸西村） ※建設中

#### 九州地方
- 福冈县
  - 油木水坝（日语：油木ダム）（二級河川・今川（日语：今川 (福岡県)）水系今川。田川郡添田町）
  - 犬鳴水壩（一級水系・遠賀川（日语：遠賀川）水系犬鳴川。宮若市）
  - 猪野水坝（二級河川・多多良川（日语：多々良川）水系猪野川。糟屋郡久山町）
  - 伊良原水坝（二級河川・祓川（日语：祓川 (福岡県)）水系祓川。京都郡京都町） ※建設中
  - 江川水坝（日语：江川ダム）（一級河川・筑後川水系小石原川。朝倉市）
  - 尾崎水坝（一級河川・遠賀川水系尾崎川。直方市）
  - 河内貯水池（日语：河内貯水池）（二級河川・板櫃川（日语：板櫃川）水系板櫃川。北九州市八幡東區）
  - 北谷水坝（二級河川・御笠川（日语：御笠川）水系北谷川。太宰府市）
  - 久原水坝（二級河川・多多良川水系久原川。粕屋郡久山町）
  - 五山水坝（二級河川・那珂川水系那珂川。那珂川市） ※建設中
  - 阵屋水坝（日语：陣屋ダム）（一級河川・遠賀川水系中元寺川。田川郡添田町）
  - 瑞梅寺水坝（二級河川・瑞梅寺川水系瑞梅寺川。絲島市）
  - 畑水坝（一級河川・遠賀川水系黑川。北九州市八幡西區）
  - 鳴渊水坝（二級河川・多多良川水系鳴渊川。粕屋郡篠栗町）
  - 長谷水坝（二級河川・多多良川水系久原川。福岡市東区）
  - 日向神水坝（日语：日向神ダム）（一級河川・矢部川（日语：矢部川）水系矢部川。八女市）
  - 福智山水坝（日语：福智山ダム）（一級河川・遠賀川水系福土川（日语：福土川）。直方市）
  - 曲渕水坝（二級河川・室見川水系八丁川。福岡市早良區）
  - 舛渕水坝（二級河川・紫川水系紫川。北九州市小倉南區）
  - 松江水坝（二級河川・谷川水系谷川。北九州市門司區）
  - 松濑水坝（日语：松瀬ダム）（一級河川・矢部川水系矢部川。八女郡黑木町）
  - 南畑水坝（二級河川・那珂川水系那珂川。筑紫郡那珂川町）
  - 夜明水坝（日语：夜明ダム）（一級河川・筑後川水系筑後川。浮羽市）
  - 力丸水坝（一級河川・遠賀川水系八木山川。宮若市）
- 佐贺县
  - 有田水坝（二級河川・有田川（日语：有田川 (佐賀県)）水系白川。西松浦郡有田町）
  - 伊岐佐水坝（一級河川・松浦川（日语：松浦川）水系左伊岐佐川。唐津市 (日本)）
  - 井手口川水坝（一級河川・松浦川水系井手口川。伊萬里市） ※建設中
  - 岩屋川内水坝（二級河川・盐田川（日语：塩田川）水系岩屋川内川。嬉野市）
  - 嘉濑川水坝（日语：嘉瀬川ダム）（一級河川・嘉濑川（日语：嘉瀬川）水系嘉濑川。佐賀市） ※建設中
  - 狩立水坝（一級河川・松浦川水系狩立川。武雄市）
  - 岸川防災水坝（一級河川・六角川（日语：六角川）水系今出川。多久市）
  - 严木水坝（日语：厳木ダム）（一級河川・松浦川水系严木川。唐津市）
  - 猿川水坝（二級河川・有田川水系猿川。西松浦郡有田町） ※建設中
  - 下田水坝（一級河川・松浦川水系厳木川。唐津市）
  - 中木庭水坝（二級河川・鹿島川（日语：鹿島川）水系中川。鹿島市）
  - 庭木水坝（一級河川・六角川（日语：六角川）水系庭木川。武雄市）
  - 日之峯水坝（一級河川・松浦川水系狩立川。武雄市）
  - 平木場水坝（一級河川・松浦川水系町田川。武雄市）
  - 深浦水坝（二級河川・盐田川水系盐田川。杵島郡白石町）
  - 渊之尾水坝（一級河川・六角川水系武雄川。武雄市）
  - 北山水坝（日语：北山ダム (佐賀県)）（一級河川・嘉濑川水系嘉濑川。佐賀市）
  - 本部水坝（一級河川・松浦川水系川古川。武雄市）
  - 都川内水坝（二級河川・伊万里川（日语：伊万里川）水系都川内川。伊万里市）
  - 矢筈水坝（一級河川・六角川水系六角川。武雄市）
  - 横竹水坝（二級河川・盐田川水系盐田川。嬉野市）
  - 龙门水坝（二級河川・有田川水系广濑川。西松浦郡有田町）
- 长崎县
  - 青方水坝（二級河川・釣道川水系釣道川。南松浦郡新上五島町）
  - 伊木力水坝（二級河川・伊木力川水系山川内川。諫早市）
  - 伊佐之浦水坝（二級河川・伊佐之浦川（日语：伊佐ノ浦川）水系伊佐之浦川。西海市）
  - 浦上水坝（二級河川・浦上川水系滑石川。长崎市）
  - 浦之川水坝（二級河川・浦之川水系浦之川。五島市）
  - 江永水坝（二級河川・小森川（日语：小森川 (長崎県)）水系江永川。佐世保市）
  - 落矢水坝（二級河川・落矢川水系落矢川。長崎市）
  - 勝本水坝（二級河川・谷江川水系後川川。壹岐市）
  - 神浦水坝（二級河川・神浦川（日语：神浦川）水系神浦川。長崎市）
  - 萱濑水坝（二級河川・郡川（日语：郡川）水系郡川。大村市）
  - 川谷水坝（二級河川・相浦川（日语：相浦川）水系相浦川。佐世保市）
  - 久留里水坝（二級河川・久留里川水系久留里川。西彼杵郡時津町）
  - 黑滨水坝（二級河川・黑滨川水系黑滨川。長崎市）
  - 鸡知水坝（日语：鶏知ダム）（二級河川・鸡知川（日语：鶏知川）水系鸡知川。對馬市）
  - 小浦水坝（二級河川・小浦川水系小浦川。对马市）
  - 小倉水坝（一級河川・本明川（日语：本明川）水系半造川。諫早市） ※長崎県管理（都道府县营水坝（日语：都道府県営ダム））
  - 小倉水坝（二級河川・鹿尾川（日语：鹿尾川）水系鹿尾川。長崎市） ※長崎市管理（市町村营供水用水坝（日语：市町村営水道用ダム））
  - 菰田水坝（二級河川・相浦川水系小川内川。佐世保市）
  - 转石水坝（二級河川・相浦川水系转石川。佐世保市）
  - 樱川水坝（二級河川・樱川水系樱川。平戶市）
  - 鹿尾水坝（二級河川・鹿尾川水系鹿尾川。長崎市）
  - 式見水坝（二級河川・式見川水系式見川。長崎市）
  - 相当水坝（二級河川・相浦川水系牟田川。佐世保市）
  - 下之原水坝（二級河川・小森川水系鷹之巢川。佐世保市）
  - 鹰岛水坝（日语：鷹島ダム）（浦田比水路。松浦市）
  - 葛籠水坝（二級河川・小佐佐川水系葛籠川。佐世保市）
  - 中尾水坝（二級河川・八郎川（日语：八郎川）水系中尾川。長崎市）
  - 永田水坝（二級河川・永田川水系永田川。壹岐市）
  - 中山水坝（二級河川・子子川川水系子子川川。西彼杵郡時津町）
  - 長与水坝（二級河川・長与川（日语：長与川）水系長与川。西彼杵郡長與町）
  - 鳴見水坝（二級河川・多以良川（日语：多以良川 (長崎市)）水系多以良川。長崎市）
  - 西山水坝（二級河川・中島川水系西山川。長崎市）
  - 仁田水坝（二級河川・仁田川（日语：仁田川）水系飼所川。対馬市）
  - 猫山水坝（二級河川・日宇川水系日宇川。佐世保市）
  - 野野川水坝（二級河川・川棚川（日语：川棚川）水系野野川。東彼杵郡波佐見町）
  - 土師野尾水坝（二級河川・東大川（日语：東大川）水系楠原川。諫早市）
  - 樋口水坝（二級河川・樋口川水系樋口川。佐世保市）
  - 笛吹水坝（二級河川・志佐川（日语：志佐川）水系笛吹川。松浦市）
  - 福江水坝（二級河川・福江川（日语：福江川）水系福江川。五島市）
  - 船津水坝（二級河川・船津川水系船津川。諫早市）
  - 本河内高部水坝（二級河川・中島川水系本河内川。長崎市）
  - 本河内低部水坝（二級河川・中島川水系本河内川。長崎市）
  - 箕之坪水坝（二級河川・箕之坪川水系箕之川。平戶市）
  - 宮之川水坝（二級河川・宮之川水系宮之川。南松浦郡新上五島町）
  - 男女岳水坝（二級河川・谷江川水系角川。壱岐市）
  - 目保呂水坝（二級河川・仁田川水系仁田川。対馬市）
  - 雪浦水坝（二級河川・雪浦川（日语：雪浦川）水系雪浦川。西海市）
  - 雪浦第二水坝（二級河川・雪浦川水系雪浦川。西海市） ※建設中
- 熊本縣
  - 天君水坝（一級河川・緑川（日语：緑川）水系矢形川。上益城郡御船町）
  - 荒濑水坝（日语：荒瀬ダム）（一級河川・球磨川水系球磨川。八代市）
  - 石打水坝（日语：石打ダム）（二級河川・波多川水系波多川。宇城市）
  - 市房水坝（一級河川・球磨川水系球磨川。球磨郡水上村
  - 五木水坝（日语：五木ダム）（一級河川・球磨川水系川边川。球磨郡五木村） ※建設中
  - 五木川水坝（一級河川・球磨川水系川边川。八代市）
  - 龟川水坝（二級河川・龟川水系龟川。天草市）
  - 菊池川第一水坝（一級河川・菊池川水系菊池川。菊池市） ※小堰堤
  - 菊池川第五水坝（一級河川・菊池川水系菊池川。菊池市） ※小堰堤
  - 菊池川第三水坝（一級河川・菊池川水系菊池川。菊池市） ※小堰堤
  - 菊池川第二水坝（一級河川・菊池川水系菊池川。菊池市） ※小堰堤
  - 菊池川第四水坝（一級河川・菊池川水系菊池川。菊池市） ※小堰堤
  - 教良木水坝（二級河川・倉江川水系祝口川。上天草市）
  - 桑野内水坝（一級河川・五濑川（日语：五ヶ瀬川）水系五濑川。阿蘇郡山都町）
  - 幸野水坝（一級河川・球磨川水系球磨川。球磨郡湯前町）
  - 上津浦水坝（二級河川・上津浦川水系上津浦川。天草市）
  - 濑户石水坝（一級河川・球磨川水系球磨川。球磨郡球磨村）
  - 第一ヤイラギ水坝（二級河川・樱川水系樱川。天草市）
  - 第二ヤイラギ水坝（二級河川・樱川水系樱川。天草市）
  - 立野水坝（一級河川・白川（日语：白川 (熊本県)）水系白川。阿蘇郡南阿蘇村） ※建設中
  - 都吕吕水坝（二級河川・都吕吕川水系都吕吕川。天草郡苓北町）
  - 西河内水坝（二級河川・西河内川水系西河内川。上天草市）
  - 冰川水坝（日语：氷川ダム）（二級河川・氷川水系氷川。八代市）
  - 姫之河内水坝（二級河川・樱川水系姫之河内川。天草市）
  - 船津水坝（一級河川・緑川水系緑川。下益城郡美里町）
  - 绿川水坝（日语：緑川ダム）（一級河川・緑川水系緑川。下益城郡美里町）
  - 路木水坝（日语：路木ダム）（二級河川・路木川水系路木川。天草市） ※建設中
- 大分县
  - 青江水坝（二級河川・青江川水系青江川。津久見市）
  - 赤木水坝（一級河川・番匠川（日语：番匠川）水系久留里川。佐伯市）
  - 安岐水坝（二級河川・安岐川（日语：安岐川）水系安岐川。國東市）
  - 鮎返水坝（二級河川・朝見川水系鮎返川。別府市）
  - 稻叶水坝（日语：稲葉ダム）（一級河川・大野川（日语：大野川）水系稲葉川。竹田市）
  - 大舞水坝（二級河川・小猫川水系大舞川。大分市）
  - 大山水坝（日语：大山ダム）（一級河川・筑後川水系赤石川。日田市） ※建設中
  - 大山川堰（日语：松原ダム#大山川堰）（大山川水坝）（一級河川・筑後川水系筑後川。日田市） ※小堰堤
  - 乙見水坝（二級河川・臼杵川（日语：臼杵川）水系臼杵川。臼杵市）
  - 乙原水坝（二級河川・朝見川水系乙原川。別府市）
  - 女子畑第二調整池（一級河川・筑後川水系河道外。日田市）
  - 行入水坝（二級河川・田深川水系横手川。国東市）
  - 黑泽水坝（一級河川・番匠川水系黑泽川。佐伯市）
  - 香下水坝（二級河川・驿馆川（日语：駅館川）水系妙見川。宇佐市）
  - 篠原水坝（一級河川・大分川（日语：大分川）水系大分川。由布市）
  - 末广水坝（二級河川・末广川水系末广川。臼杵市）
  - 芹川水坝（日语：芹川ダム (大分県)）（一級河川・大分川水系芹川（日语：芹川 (竹田市)）。竹田市）
  - 高濑川水坝（一級河川・筑後川水系高濑川。日田市）
  - 竹田調整池堰（日语：竹田調整池堰）（竹田水坝）（一級河川・大野川水系大野川。竹田市） ※小堰堤
  - 直川水坝（一級河川・番匠川水系道之内川。佐伯市）
  - 野田水坝（二級河川・臼杵川水系田井ヶ迫川。臼杵市）
  - 野津水坝（一級河川・大野川水系垣河内川。臼杵市）
  - 白水溜池堰堤（日语：白水溜池堰堤）（一級河川・大野川水系大野川。竹田市） ※小堰堤。国家级重要文化財。
  - 深見水坝（二級河川・驿館川水系深見川。宇佐市）
  - 松木水坝（一級河川・筑後川水系松木川。玖珠郡九重町）
  - 松原水坝（日语：松原ダム）（一級河川・筑後川水系筑後川。日田市）
  - 百枝水坝（一級河川・大野川水系大野川。豐後大野市） ※小堰堤
  - 耶马溪水坝（日语：耶馬渓ダム）（一級河川・山国川（日语：山国川）水系山移川。中津市）
  - 床木水坝（一級河川・番匠川水系床木川。佐伯市）
  - 夜明水坝（日语：夜明ダム）（一級河川・筑後川水系筑後川。日田市）
  - 若杉水坝（一級河川・大分川水系白泷川。由布市）
- 宮崎縣
  - 綾南水坝（日语：綾南ダム）（一級河川・大淀川水系本庄川（日语：本庄川）。小林市）
  - 石河内水坝（日语：石河内ダム）（一級河川・小丸川（日语：小丸川）水系小丸川。兒湯郡木城町）
  - 岩濑水坝（一級河川・大淀川水系岩濑川。小林市）
  - 岩屋户水坝（二級河川・耳川（日语：耳川）水系耳川。東臼杵郡椎葉村）
  - 瓜田水坝（一級河川・大淀川水系瓜田川。宮崎市）
  - 大内原水坝（二級河川・耳川水系耳川。東臼杵郡美乡村（日语：美郷村））
  - 大淀川第一水坝（日语：大淀川第一ダム）（一級河川・大淀川水系大淀川。都城市）
  - 沖田水坝（二級河川・沖田川水系沖田川。延岡市）
  - 川原水坝（一級河川・小丸川水系小丸川。儿湯郡木城町）
  - 切原水坝（一級河川・小丸川水系切原川。儿湯郡川南町） ※建設中
  - 桑野内水坝（一級河川・五濑川水系五濑川。西臼杵郡五瀨町）
  - 古賀根橋水坝（日语：古賀根橋ダム）（一級河川・大淀川水系綾北川（日语：綾北川）。東諸縣郡綾町）
  - 西乡水坝（二級河川・耳川水系耳川。東臼杵郡美乡村）
  - 寒川水坝（二級河川・一濑川（日语：一ツ瀬川）水系三財川。西都市）
  - 下赤水坝（一級河川・五ヶ濑川水系北川。東臼杵郡北川町（日语：北川町））
  - 第二調整池水坝（一級河川・大淀川水系河道外。宮崎市）
  - 高岡水坝（一級河川・大淀川水系大淀川。宮崎市・都城市）
  - 田代八重水坝（日语：田代八重ダム）（一級河川・大淀川水系綾北川。小林市）
  - 立花水坝（二級河川・一濑川水系三財川。西都市）
  - 塚原水坝（二級河川・耳川水系耳川。東臼杵郡諸塚村）
  - 渡川水坝（一級河川・小丸川水系渡川。東臼杵郡美乡村）
  - 户崎水坝（一級河川・小丸川水系小丸川。儿湯郡木城町）
  - 西畑水坝（一級河川・五ヶ濑川水系網之濑川。東臼杵郡北方町）
  - 日南水坝（二級河川・广渡川水系酒谷川。日南市）
  - 長谷水坝（二級河川・一濑川水系三納川。西都市）
  - 滨砂水坝（一級河川・五濑川水系祝子川。延岡市）
  - 滨之濑水坝（一級河川・大淀川水系岩濑川。小林市） ※建設中
  - 广泽水坝（一級河川・大淀川水系境川。東諸县郡綾町）
  - 广渡水坝（二級河川・广渡川水系广渡川。日南市）
  - 祝子水坝（一級河川・五濑川水系祝子川。東臼杵郡北川町）
  - 星山水坝（一級河川・五濑川水系五濑川。西臼杵郡日之影町）
  - 松尾水坝（一級河川・小丸川水系小丸川。儿湯郡木城町）
  - 山須原水坝（二級河川・耳川水系耳川。東臼杵郡諸塚村）
- 鹿儿岛县
  - 川边水坝（日语：川辺ダム (鹿児島県)）（二級河川・万之濑川水系万之濑川。南九州市）
  - 輝北水坝（二級河川・菱田川水系大鳥川。鹿屋市）
  - 清浦水坝（一級河川・川内川（日语：川内川）水系樋脇川。薩摩川內市）
  - 高川水坝（日语：高川ダム）（二級河川・米之津川水系高川。出水市）
  - 十曾水坝（一級河川・川内川水系十曾川。伊佐市）
  - 川内川第二水坝（日语：川内川第二ダム）（一級河川・川内川水系川内川。薩摩郡薩摩町）
  - 高尾野水坝（日语：高尾野ダム）（二級河川・高尾野川水系高尾野川。出水市）
  - 高隈水坝（日语：高隈ダム）（一級河川・肝屬川水系串良川。鹿屋市）
  - 高松水坝（二級河川・高松川水系高松川。阿久根市）
  - 谷川内水坝（一級河川・大淀川水系谷川内川。曾於市）
  - 鹤田水坝（日语：鶴田ダム）（一級河川・川内川水系川内川。薩摩郡萨摩町）
  - 西之谷水坝（二級河川・新川水系新川。鹿儿岛市） ※建設中
  - 松元水坝（二級河川・永吉川水系高田川。鹿儿岛市）
  - 大和水坝（日语：大和ダム）（二級河川・大和川水系三田川。大島郡大和村）
- 沖繩縣
  - 安波水坝（二級河川・安波川水系安波川。國頭郡國頭村）
  - 新川水坝（二級河川・新川川水系新川川。国頭郡东村）
  - 恩納水坝（二級河川・新川水系新川。国頭郡恩納村）
  - 我喜屋水坝（二級河川・中之川水系七福楼川。島尻郡伊平屋村）
  - 潟原水坝（二級河川・慶武原川水系慶武原川。国頭郡宜野座村）
  - 漢那水坝（二級河川・漢那川水系漢那福地川。国頭郡宜野座村）
  - 宜野座大川水坝（二級河川・大川水系宜野座福地川。国頭郡宜野座村）
  - 金城水坝（日语：金城ダム）（二級河川・安里川水系安里川。那霸市）
  - 久我茶水坝（二級河川・安富祖川水系久我茶川。国頭郡恩納村）
  - 座間味水坝（二級河川・内川水系内川。島尻郡座間味村）
  - 大保水坝（二級河川・大保川水系大保川。国頭郡大宜味村） ※建設中
  - 普久川水坝（二級河川・安波川水系普久川。国頭郡国頭村）
  - 边野古水坝（二級河川・边野古川水系边野古川。名護市）
  - 屋嘉水坝（二級河川・前田川水系前田川。国頭郡金武町）

### 中空混凝土重力坝
- 北海道地方
  - 金山水坝（日语：金山ダム）（一級水系・石狩川水系空知川（日语：空知川）。空知郡南富良野町）
- 東北地方
  - 木地山水坝（日语：管野ダム）（一級河川・最上川水系置賜野川（日语：置賜野川）。山形县長井市）
  - 藏王水坝（日语：蔵王ダム (山形県)）（一級河川・最上川水系马见崎川（日语：馬見ヶ崎川）。山形县山形市）
- 北陸地方
  - 内之仓水坝（日语：内の倉ダム）（二級河川・加治川（日语：加治川）水系内之仓川。新潟县新發田市）
- 中部地方
  - 井川水坝（日语：井川ダム）（一級河川・大井川水系大井川。靜岡縣靜岡市葵區）
  - 高根第二水坝（日语：高根第二ダム）（一級河川・木曾川水系飞驒川（日语：飛騨川）。岐阜县高山市）
  - 畑薙第一水坝（日语：畑薙第一ダム）（一級河川・大井川水系大井川。静岡县静岡市葵区）
  - 畑薙第二水坝（日语：畑薙第二ダム）（一級河川・大井川水系大井川。静岡县静岡市葵区）
  - 横山水坝（日语：横山ダム）（一級河川・木曾川水系揖斐川。岐阜县揖斐郡揖斐川町）
- 中国地方
  - 河本水坝（日语：河本ダム）（一級河川・高梁川水系西川。岡山縣新見市）
- 四国地方
  - 穴内川水坝（日语：穴内川ダム）（一級河川・吉野川水系穴内川。高知县香美市）
  - 大森川水坝（日语：大森川ダム）（一級河川・吉野川水系大森川。高知县吾川郡伊野町）
- 九州地方
  - 诸塚水坝（日语：諸塚ダム）（二級河川・耳川（日语：耳川）水系諸塚川。宮崎縣東臼杵郡諸塚村）